# Épigraphie lyonnaise

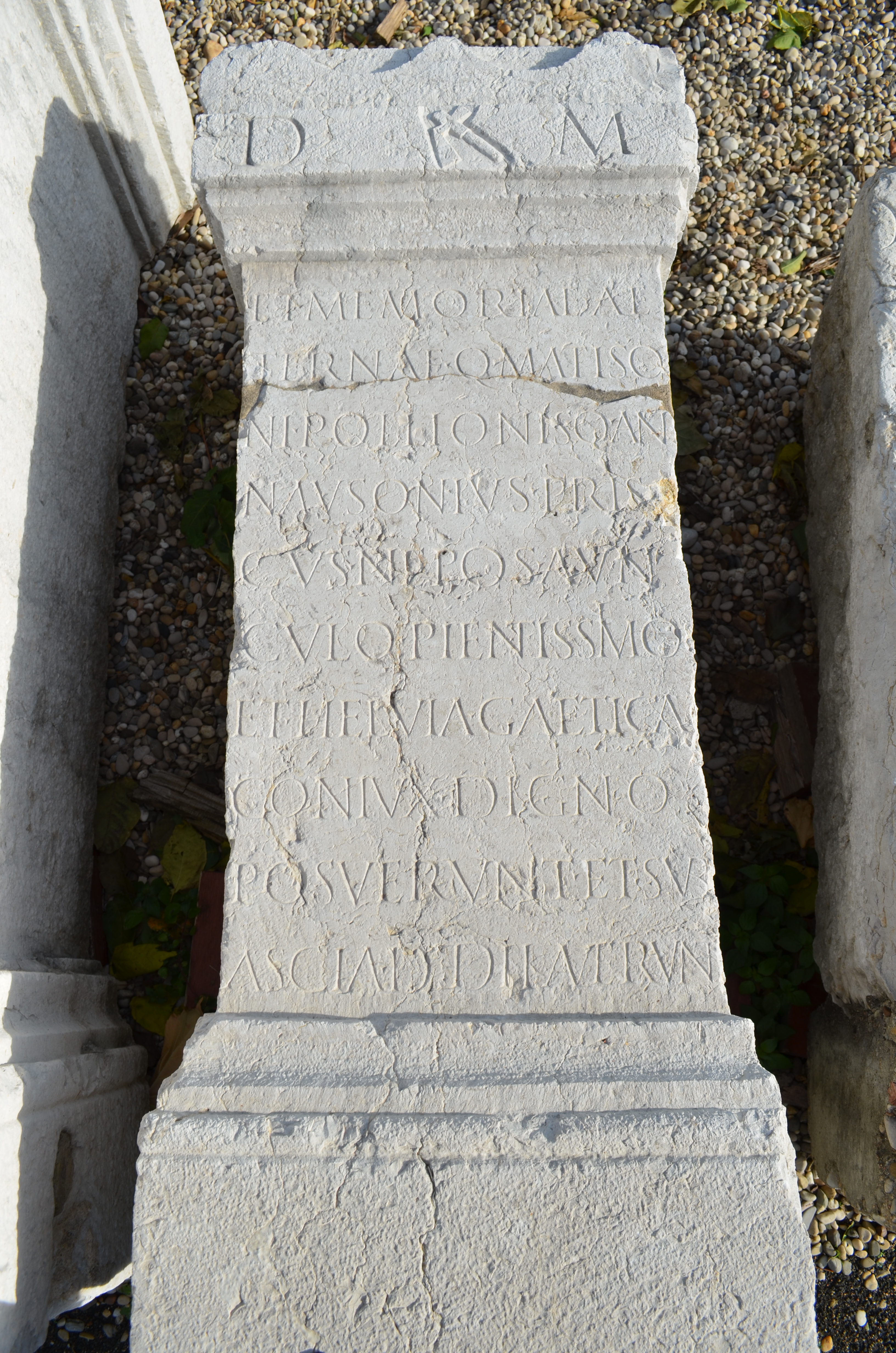
Cippe de Quintus Matisonius Pollio,, Musée Lugdunum.

L'épigraphie lyonnaise regroupe l'ensemble des documents épigraphiques retrouvés sur le site de Lyon, en France. Dès la Renaissance, des ouvrages recensent les inscriptions antiques ou du haut Moyen Âge, et cette science se développe progressivement, les lettrés de l'époque regroupant les textes trouvés au hasard ou sur des pierres de remploi. Les premiers catalogues de grande ampleur sont réalisés au XIXe siècle. Au cours du XXe siècle, les fouilles archéologiques augmentent considérablement la masse documentaire et la collection d'épigraphie lyonnaise est à présent l'une des plus importantes de France.

## Historiographie de l'épigraphie lyonnaise
Dès la Renaissance, des lettrés étudient l'épigraphie locale et établissent des catalogues d'inscriptions antiques. La création du musée des Beaux-Arts en 1801 permet de regrouper les découvertes. Des catalogues complets sont établis, en premier lieu par François Artaud. Au XIXe siècle, plusieurs travaux d'érudition tendant à l'exhaustivité sont réalisés.

### Renaissance
À la fin du Moyen Âge, les épitaphes des évêques inhumés dans l'église Saint-Nizier sont recopiées. Il s'agit de la première trace de copie d'épigraphies lyonnaises. 
À la Renaissance à Lyon, le recueil et l'étude des textes gravés antiques sont une passion pour les lettrés locaux et la grande majorité s'y adonnent dans le cadre d'un retour en grâce de l'étude de l'Antiquité en général. Les humanistes Pierre Sala, Symphorien Champier, Claude de Bellièvre, Guillaume Paradin, Guillaume du Choul écrivent sur ce sujet, composant les premiers recueils imprimés. 

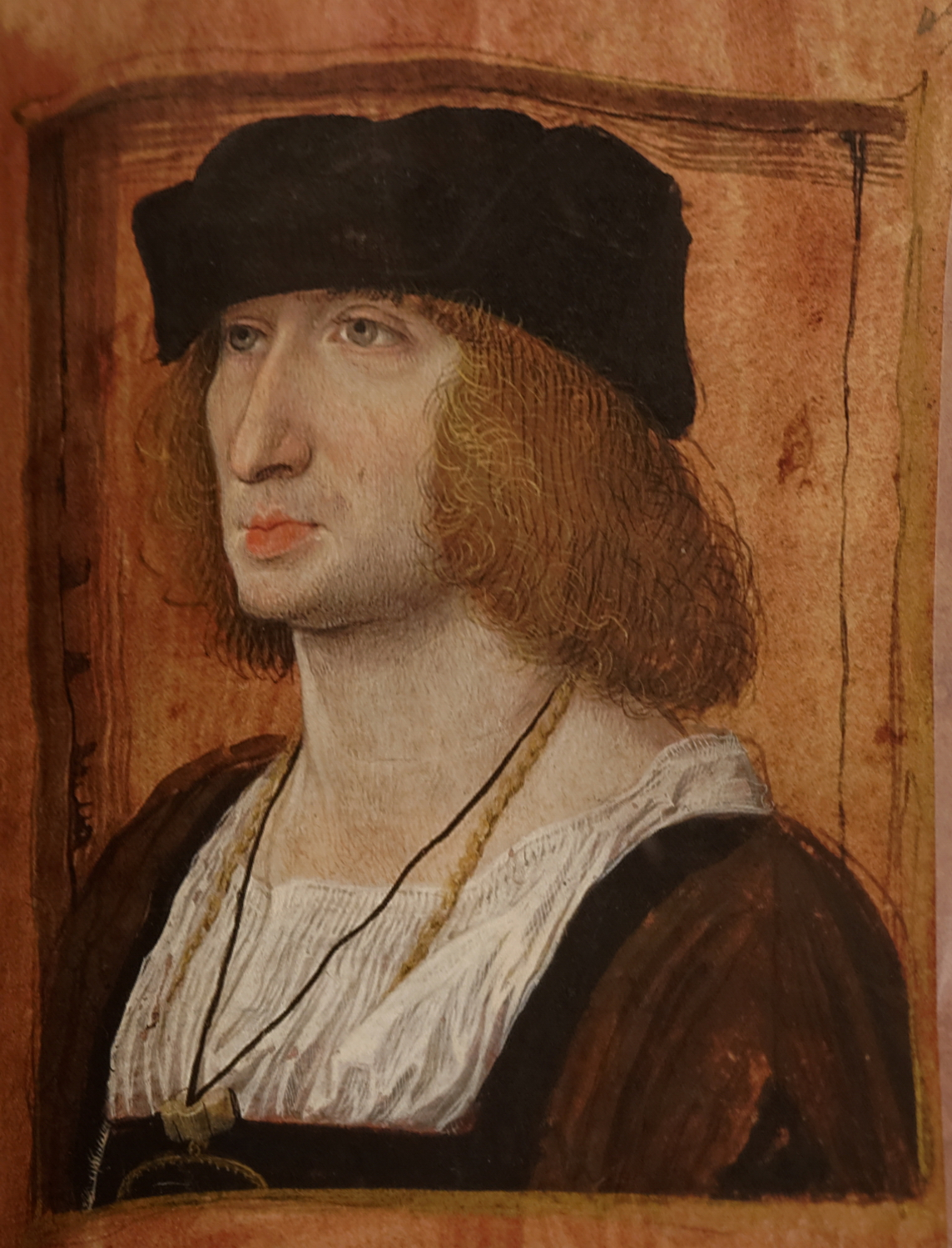
Pierre Sala, un des premiers épigraphistes lyonnais.Portrait tiré du Petit Livre d’Amour, Londres, The British Library.

Les deux plus anciens recueils sont composés au tout début du XVIe siècle, et sont insérés dans des ouvrages plus vastes : Antiquités de Lyon par Pierre Sala et Antiquitate Civitatis Lugdunensis par Symphorien Champier. Seul le second a été publié en 1507 ; puis republié en 1537 avec l'ajout de la transcription de la table Claudienne. Ces deux textes ne compilent qu'une vingtaine de textes. À la même époque, l'humaniste et architecte italien Fra Giocondo édite un ensemble de quarante-six textes lyonnais, sans toutefois préciser la manière dont il les a recueillis.
Au cours du XVIe siècle, trois recueils plus importants sont édités dans la cité rhodanienne. Claude de Bellièvre, qui fait acheter la table Claudienne par le consulat en 1528, compile dans un texte resté inédit à son décès quatre-vingts inscriptions ; compilation connue sous le titre de Lugdunum Priscum constituant alors le premier véritable corpus lyonnais. En 1559, le florentin installé à Lyon Gabriel Simeoni achève L'origine e le antichità di Lione où il regroupe quatre-vingt-dix textes. Ce manuscrit conservé à Turin est très utile par ses cent quarante illustrations, qui sont des sources uniques sur l'état des ruines antiques à cette époque. Il a été publié en 1846 par Jean-Baptiste Monfalcon mais sans les illustrations. Enfin, en 1573, Guillaume Paradin insère à la fin de ses Mémoires de l'histoire de Lyon une section avec soixante-dix inscriptions qui se révèlent fort exactes. Plus anecdotique, il existe également les écrits de Guillaume du Choul qui dans plusieurs de ses textes (Antiquités romaines et Discours sur la religion) note des inscriptions antiques. Toutefois, un de ses manuscrits où il avait copié des épigraphies gauloises est perdu.
Durant la Renaissance, les humanistes lyonnais sont en relation avec de nombreux savants européens notamment en ce qui concerne les études antiques. Ainsi, lorsque Jean Matal réalise sa grande œuvre épigraphique à Rome, il ne manque pas de solliciter les humanistes lyonnais tel Du Choul. Il compile ainsi cinquante-cinq inscriptions recueillies par un ecclésiastique de Bourges. De la même manière, le Corpus absolutissimum de Jean Gruter est réalisé avec l'aide épistolaire de nombreux lettrés lyonnais comme Paradin.

### Époque moderne

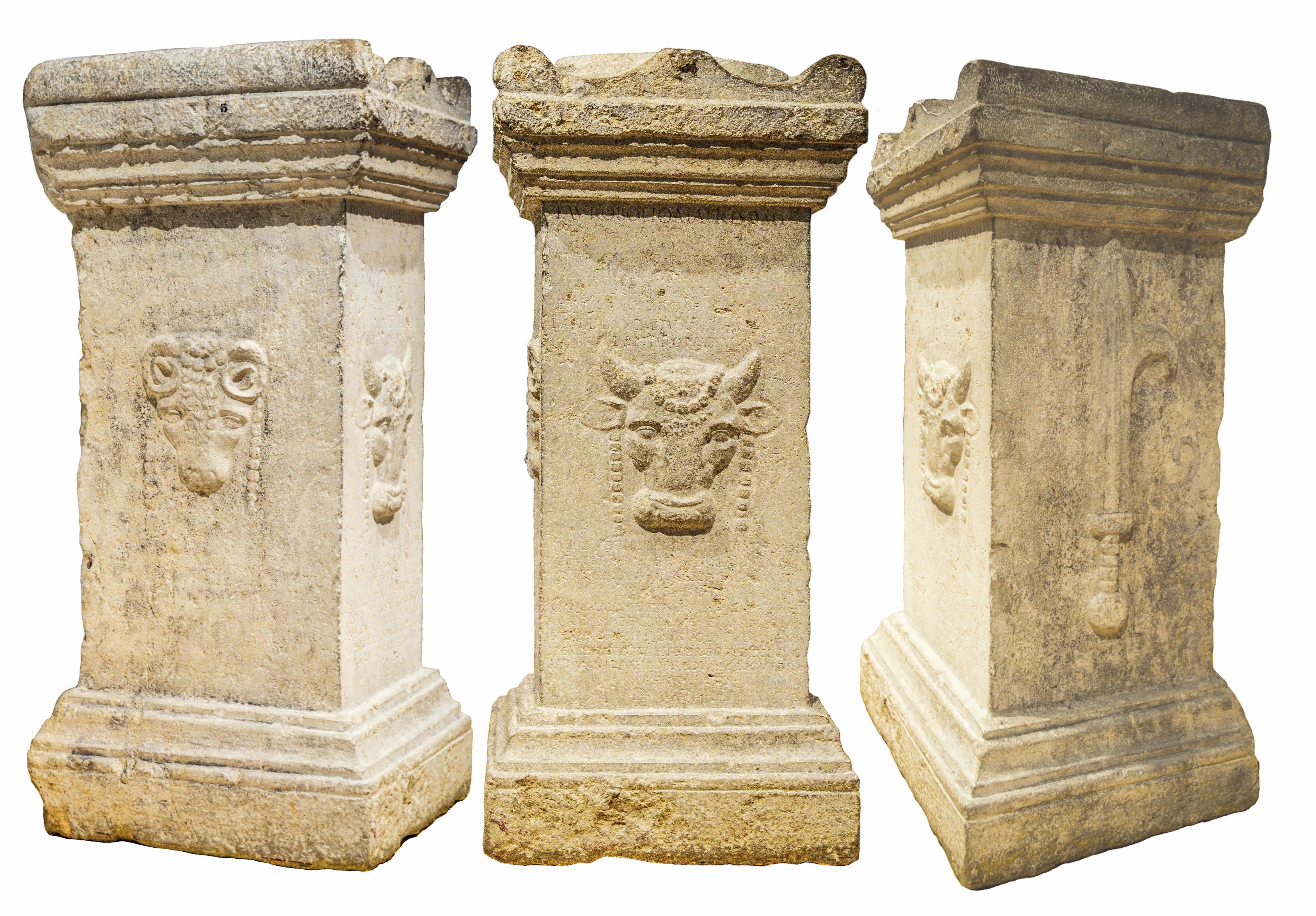
Autel taurobolique, ; Musées Lugdunum.

Au XVIIe siècle, Jacob Spon travaille à son tour sur l'épigraphie antique. Il publie Recherche des antiquités et curiosités de la ville de Lyon dans lequel il décrit de manière minutieuse les inscriptions dispersées dans la cité, pour un total d'environ cent-cinquante textes.
Au XVIIIe siècle, il n'y a pas de travaux de grande ampleur sur l'épigraphie lyonnaise mais les sociétés savantes et les érudits publient régulièrement des articles sur le sujet : en particulier lorsque de nouvelles découvertes leur en donnent l'occasion. Ainsi, l'autel taurobolique trouvé en 1704 a suscité de nombreux travaux et monographies.

### XIXesiècle

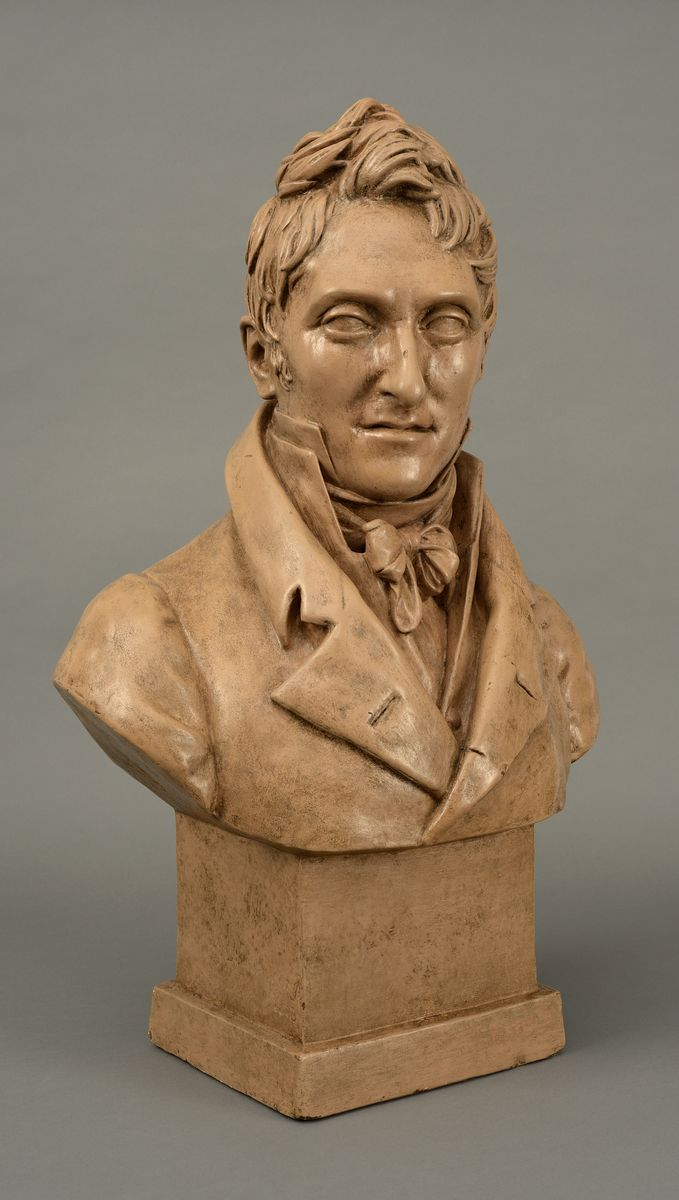
Buste de François Artaud, par Clémence Sophie de Sermézy, Musée des beaux-arts de Lyon.

Au sortir de la Révolution, la création du musée des Beaux-Arts va donner l'occasion à son directeur François Artaud et aux élites lyonnaises de regrouper en un lieu unique l'ensemble des découvertes lapidaires. Avant la mise en place des collections, Aubin-Louis Millin publie un état des lieux des inscriptions visibles en ville après les confiscations révolutionnaires. 
Artaud installe les pierres gravées sous les voûtes du jardin intérieur du bâtiment, en les disposant de manière esthétique. Il publie également trois catalogues successifs, au sein desquels le nombre d'inscriptions augmente nettement, passant de 66 en 1808 à 150 en 1830 ; illustrant la politique volontariste d'acquisition. Cette politique, appelée de renfermement à l'époque, sera constamment poursuivie par ses successeurs, ce qui explique la concentration en un seul lieu de nos jours du corpus épigraphique lyonnais,.
Les recueils d'Artaud sont augmentés par son successeur Ambroise Comarmond dans son ouvrage Description du Musée lapidaire de la Ville de Lyon. Cet ouvrage reprend le classement des pièces en fonction de leur place sous les arcades du palais Saint-Pierre, et ne propose pas de notices d'une grande exactitude scientifique.
Au milieu du XIXe siècle, Alphonse de Boissieu étudie également l'épigraphie et rédige un important ouvrage, Inscriptions antiques de Lyon, et de nombreux articles sur tous les thèmes de l'antiquité lyonnaise. Son ouvrage principal, publié en fascicules et illustré de fac-similés lithographiés de Jean-Marie Fugère, est salué par les spécialistes de l'époque et reste une référence durant plusieurs décennies,. Ayant réalisé un travail bien plus solide que celui de Comarmond, Boissieu ne cesse d'accuser ce dernier de plagiat et classe les documents lapidaires par grandes catégories.
Au milieu du XIXe siècle, Jean-Baptiste Monfalcon publie également de nombreux ouvrages sur l'épigraphie lyonnaise, sans apporter rien de mieux que l'ouvrage de Boissieu. On lui doit toutefois la réédition de la Recherche des Antiquités et Curiosités de la Ville de Lyon  de Jacob Spon qu'il a éditée avec l'aide de l'épigraphiste Léon Renier et à laquelle il annexe un grand nombre d'inscriptions.

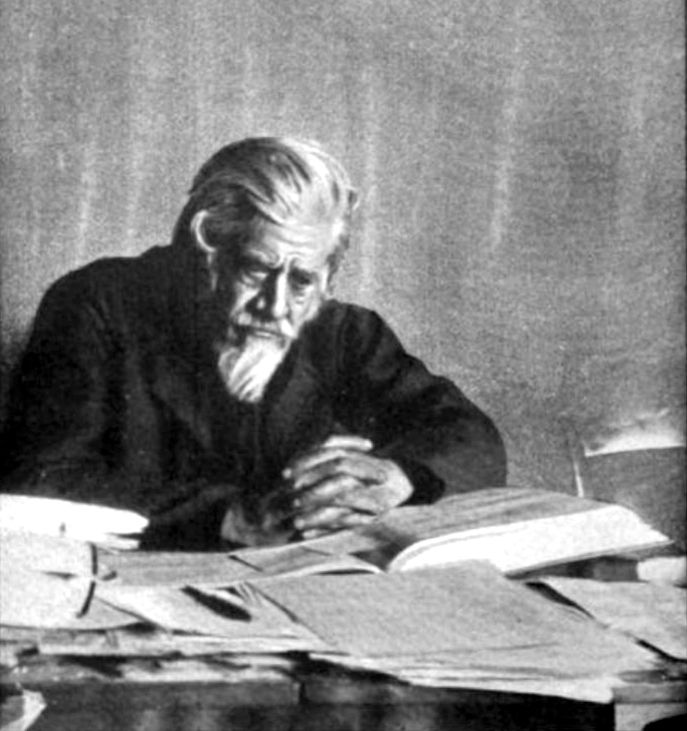
Auguste Allmer, 1899.

À la fin du XIXe siècle, deux projets éditoriaux vont rassembler un corpus encore plus large : celui d'Auguste Allmer et Paul Dissard et celui de l'allemand Otto Hirschfeld. Ces deux œuvres maitresses permettent à l'épigraphie lyonnaise de disposer  au tournant des XIXe et XXe siècles de deux corpus complets et scientifiquement à la pointe de la recherche.
Le premier travail, réalisé en cinq volumes entre 1888 et 1897 par les codirecteurs du musée des Beaux-Arts bénéficie d'un important travail réalisé à la suite de fouilles entreprises dans la nécropole du quartier de Trion. Plusieurs publications décrivent une centaine de nouvelles inscriptions et une synthèse est éditée en 1887. Le nouveau corpus reprend ainsi l'ensemble du travail accompli et décrit l'ensemble des collections du musée qui disposent alors de 480 pièces ; mais également les œuvres perdues ou non entrées au musée.
Le second travail est réalisé par Otto Hirschfeld, aidé par Allmer. Il intègre le recensement des inscriptions lyonnaises dans la première partie du volume XIII du monumental Corpus Inscriptionum Latinarum, qu'il publie en 1899 sous le titre Inscriptiones Aquitaniae et Lugudunensis.

### XXeetXXIesiècles

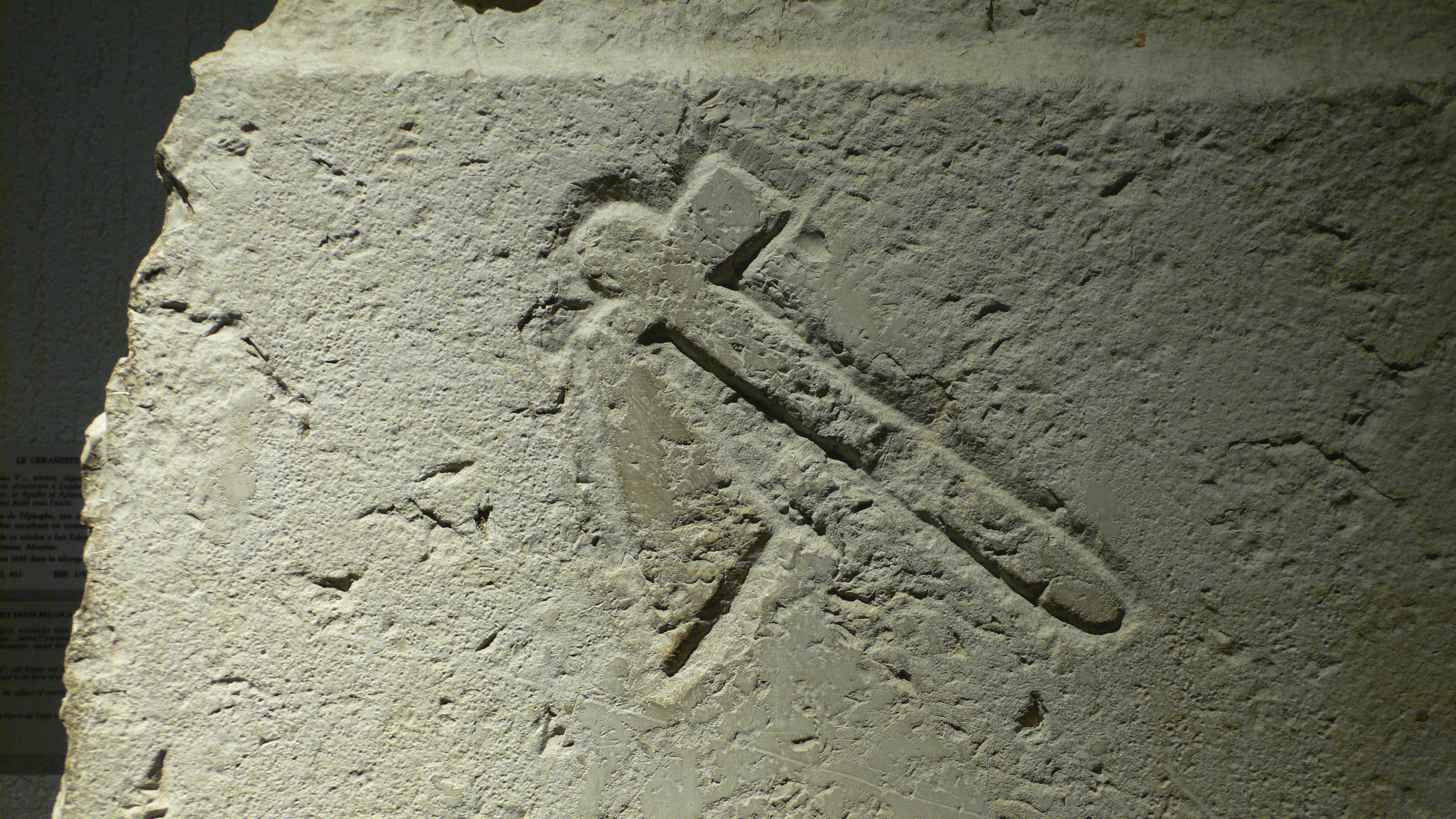
Épitaphe du céramiste Trévère A...ranius V... - Détail du signe de l'ascia., Musée Lugdunum.

Le développement de l'archéologie scientifique, puis des fouilles préventives va poursuivre l'enrichissement du corpus durant les XXe et XXIe siècles. Il s'établit actuellement à environ neuf-cents textes, ce qui en fait le troisième corpus français après ceux de Narbonne et de Nîmes.
Au début du XXe siècle les seules entreprises éditoriales de grande ampleur sont en 1916 celle de Hirschfled et H. Finke, les addendas du C.I.L., puis en 1943 la publication d'index très détaillés. En 1963, les Inscriptions latines des trois Gaules publiées par Wuilleumier décrivent une centaine de nouvelles inscriptions. Et si en 1976, Marcel Le Glay et Amable Audin fournissent une trentaine de nouvelles pièces dans les Notes d'épigraphie et d'archéologie lyonnaises, de même que Descombes et Reynaud en 1978 dans un article de Rivista di archeologia cristana, il n'y a pas eu à ce jour de nouvelles publications globales des richesses lyonnaises. 
À la fin des années 2000, comme le rythme des découvertes des dernières décennies du XXe siècle est resté élevé, se ressent le besoin de réaliser une nouvelle synthèse. Deux projets de grande ampleur vont la réaliser. 
En premier lieu celui des Inscriptions latines de Gaule lyonnaise (I.L.G.L.) dirigé par François Bérard et François Richard. Ce groupe composé de personnes du CNRS, de l'université et du musée Lugdunum travaillent dans le cadre fixé pour les Inscriptions latines de Narbonnaise,. 
Le second projet est le R.I.C.G. dont le volume lyonnais a été dirigé par M.-H. Soulet.

## Structure de l'épigraphie lyonnaise
L'épigraphie lyonnaise ne couvre pas toutes les périodes de l'antiquité et du haut Moyen Âge ; elle est particulièrement riche pour les périodes 150-200 et VIe et VIIe siècles. L'origine des pierres se concentre essentiellement autour de six zones :  Fourvière, Vaise, la rive droite de la Saône, le bas de la Croix-Rousse, certains endroits de la presqu'île, et les voies romaines, pour les nécropoles. Les inscriptions nous renseignent sur tous les aspects de la vie de la cité, religion, rites funéraires, politique, artisanat et commerce.

### Origine temporelle

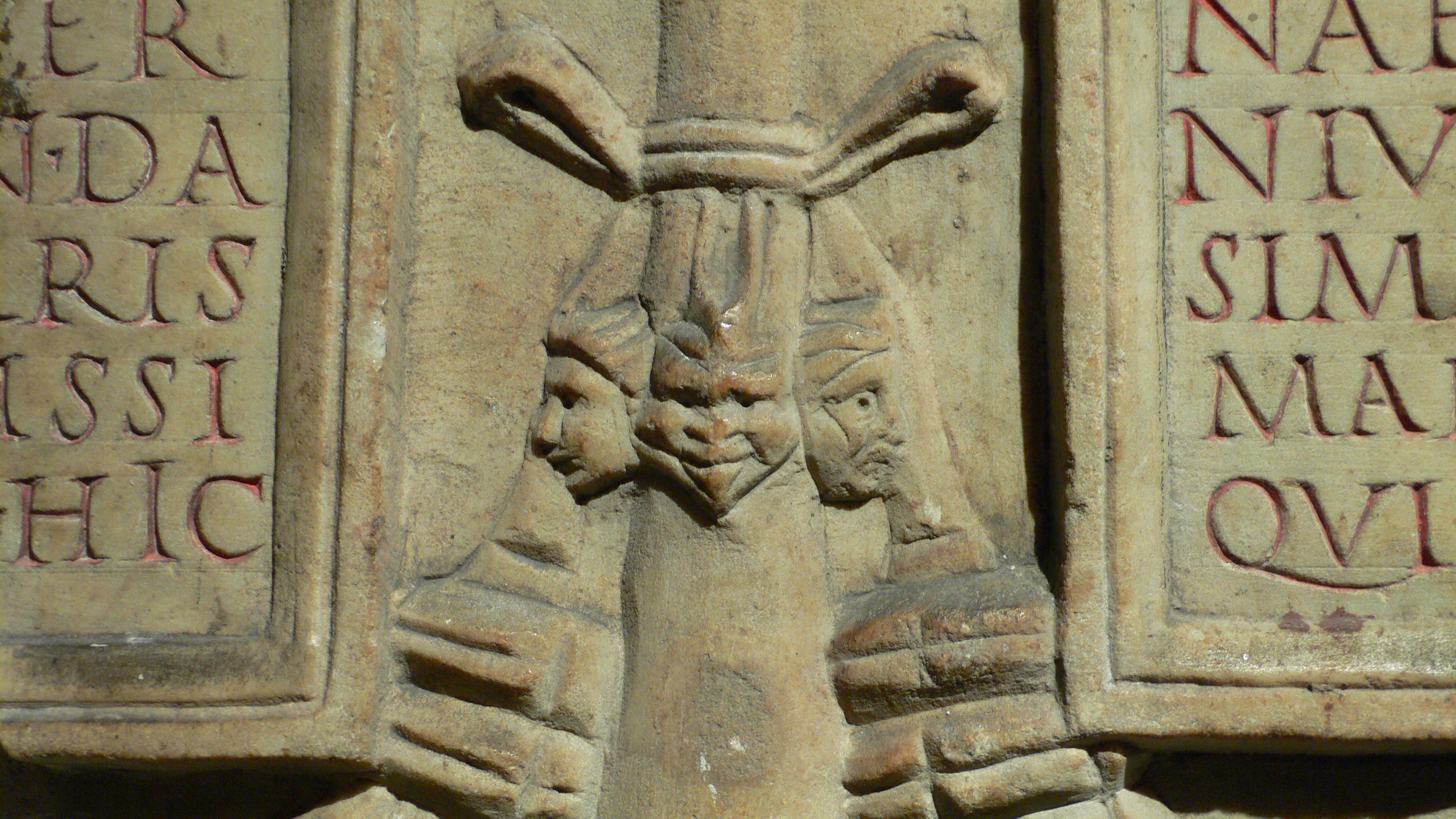
Coffret cinéaire d'Appia : détail du décor central,, Musée Lugdunum.

Les textes épigraphiques retrouvés à ce jour ne sont pas répartis uniformément sur l'ensemble des périodes historiques. La très grande majorité datent des époques antonine, sévérienne et de la période paléochrétienne (VIe et VIIe siècles).
Contrairement à d'autres cités romaines similaires, les œuvres épigraphiques ne sont pas réparties uniformément dans le temps à Lyon. Ainsi, à la différence de Nîmes qui dispose d'un important corpus datant des premiers temps de sa fondation, il existe très peu de textes gravés des premières décennies de la cité rhodanienne ; les connaissances des débuts de la colonie sont issues de la littérature, de l'archéologie et de la numismatique. Le corpus épigraphique romain date ainsi essentiellement d'entre 150 à 250 ap. J.-C. Les périodes postérieures sont à nouveau presque vides de documents puis suivies d'une importante collection paléochrétienne des VIe et VIIe siècles.

### Origine géographique
Les principaux sites où ont été retrouvées des pierres gravées sont les zones de Fourvière, surtout des nécropoles, de Condate, du quartier des Canabae et de Vaise. La plupart ont été retrouvées en tant que pierres de remploi dans des édifices religieux.

### Matériaux utilisés

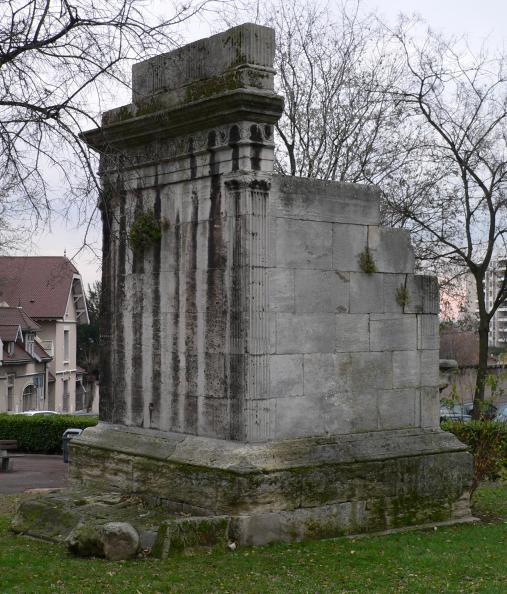
Tombeau du sévir Turpio, place Eugène Wernert..

L'étude des matériaux a beaucoup progressé grâce à des travaux récents. Les pièces archéologiques les plus anciennes sont réalisées dans un calcaire tendre importé de régions méridionales du Jura et plus rarement de la vallée de la Saône. Parmi ces premières inscriptions on peut citer l'épitaphe du sévir Turpio ou la dédicace de l’amphithéâtre des Trois Gaules. Ce type de pierre continue d'être employé par la suite, surtout pour les monuments sculptés, mais elles sont remplacées au milieu du Ier siècle par un calcaire plus dur issu du Bugey acheminé à Lyon par le Rhône. Ce calcaire, traditionnellement appelé « choin de Fay » est abondamment utilisé également comme matériau de construction. Son utilisation exclusive explique peut-être le faible nombre de sculptures sur les monuments funéraires. De même, il s'agit peut-être d'une raison du fait qu'on trouve à Lyon, en comparaison de la situation dans les autres villes de la Narbonaise, très peu de marbre.
Cette pierre constitue pour les chercheurs, un marqueur chronologique solide et une caractéristique de l'épigraphie lyonnaise.

### Typologie de l'écriture
Les lettres gravées sur les épitaphes lyonnaises ont comme caractéristique commune d'être particulièrement monumentales. Cette taille importante est peut-être due à la dureté de la pierre. Les lettres, leur forme et leur dimension s'inspirent de l'exemple augustéen, mais cela perdure sans variation durant la période sévérienne. Le corpus lyonnais ne comprend que très peu de lettres allongées ou assouplies, influencées par l'actuaire. Les évolutions permettant de dater les inscriptions sont rares ; telles l'approfondissement des courbes des Q et R qui permettent de distinguer les époques antonines et sévériennes. 
À l'inverse les épigraphies de l'époque Julio-claudienne, gravées dans une pierre plus tendre, sont caractérisées par une certaine fantaisie, des lettres plus petites et l'exagération des courbes. On les trouve par exemple dans les trois dédicaces offertes à Mercure et Maia ou des épitaphes du milieu du Ier siècle.

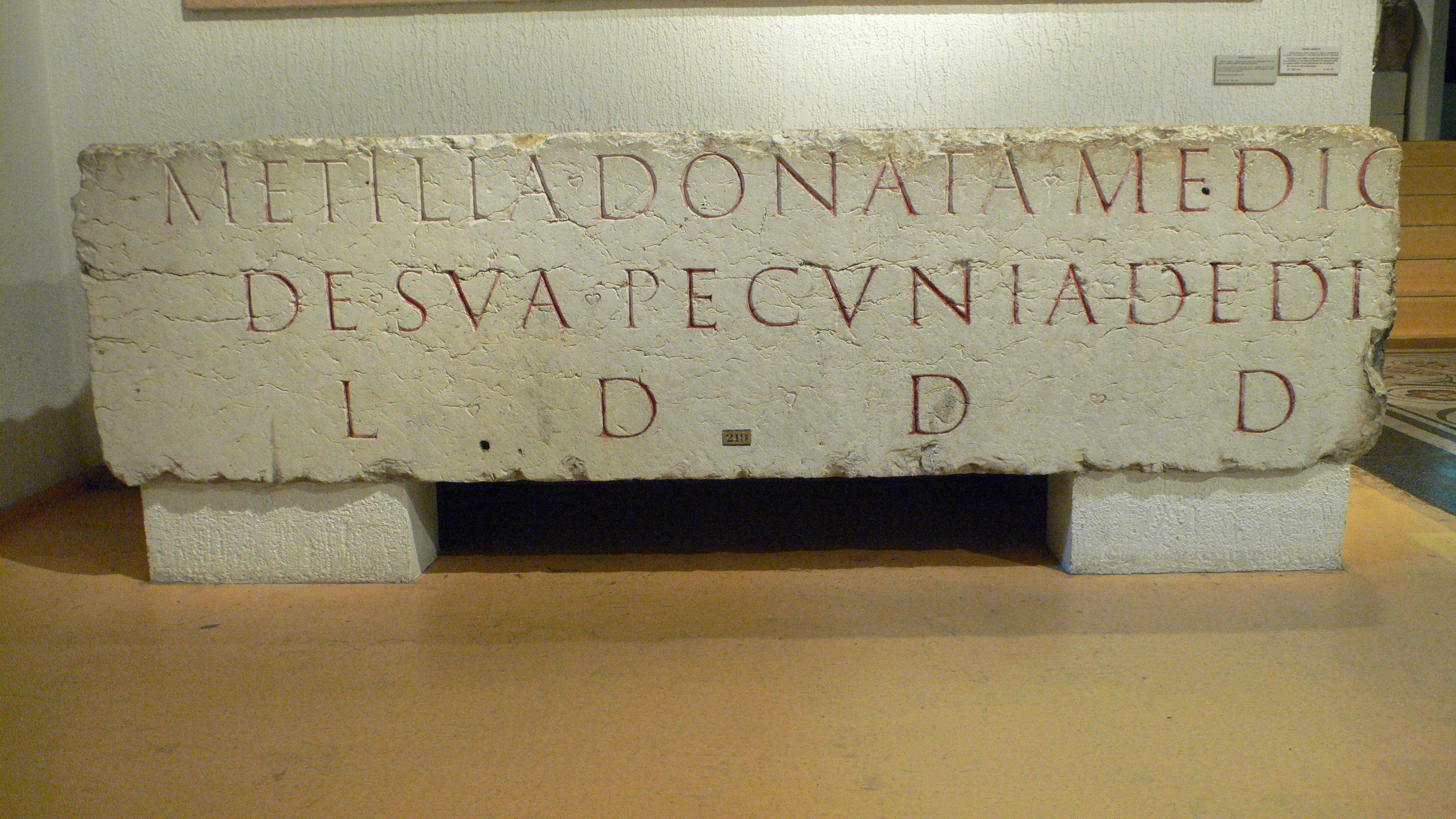
Dédicace de l'accoucheuse Metilia Donata[É 5], CIL XIII, 2019. Musée Lugdunum.
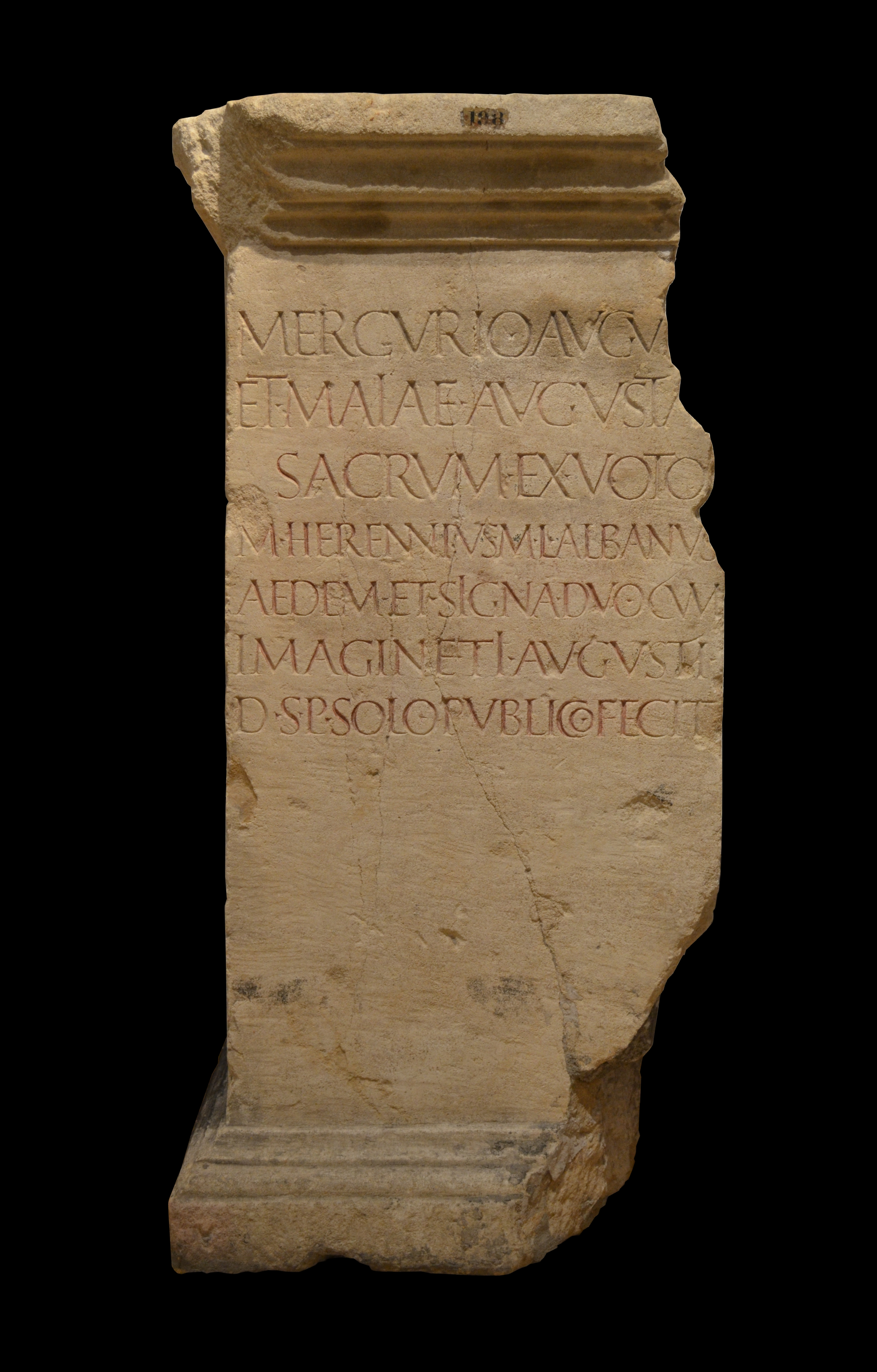
Base de statue à Mercure et Maia[É 6], CIL XIII, 1769. Musée Lugdunum.

De manière générale, les pièces épigraphiques sont également de grande taille à Lyon, corollaire de la taille des lettres. Cette dimension importante se retrouve autant pour les autels funéraires que pour les bases des prêtres des Trois Gaules. En parallèle, le champ épigraphique couvre la totalité des dés des autels et bases ; et sur les sarcophages, il occupe toute la face principale. La grande taille des monuments gravés est également imposée par des textes souvent longs. Les formulaires dépassent fréquemment la quinzaine, voire la vingtaine de lignes.
« Ainsi la pratique épigraphique lyonnaise témoigne-t-elle d'un certain goût pour l'ostentation qui se traduit aussi bien par la taille des monuments que par la mise en valeur de l'inscription qui en est l'élément essentiel ».

### Types de monuments

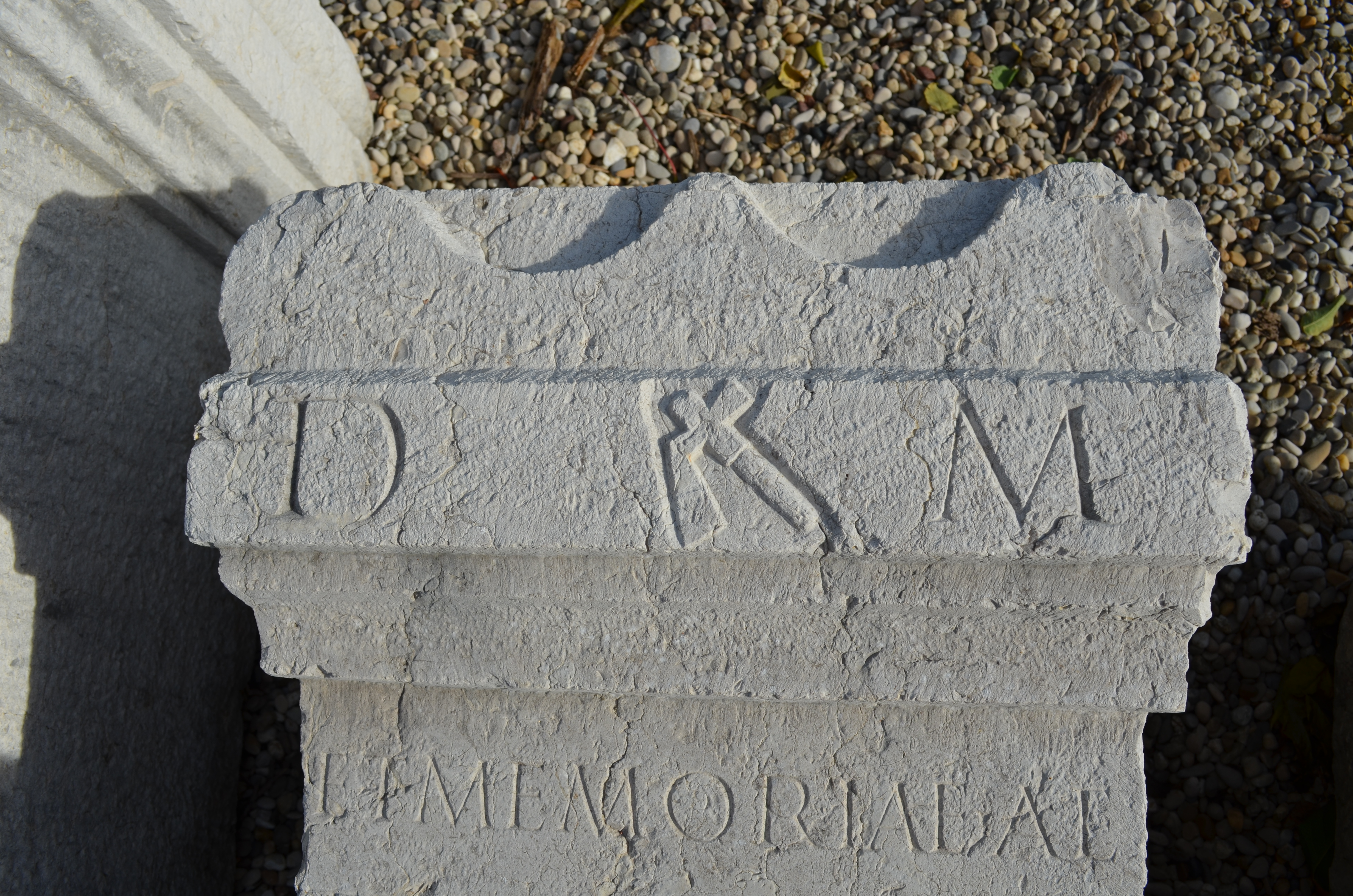
Cippe de Quintus Matisonius Pollio, détails de l'ascia.. Musée Lugdunum.

Le corpus lyonnais dispose d'un grand nombre de monuments différents. Sur un grand nombre d'entre eux figure le symbole de l'ascia. Il apparait lors de la deuxième moitié du IIe siècle et est utilisé rapidement sur l'ensemble des épigraphies funéraires. Très rarement gravé avec un autre outil, on le retrouve souvent entouré des lettres D et M (Dis Manibus, aux Dieux Mânes), que ce soit dans le bandeau de couronnement, au sommet du champ épigraphique ou dans le formulaire de l'épitaphe. L'identification de l'outil et sa signification funéraire restent indéterminés.

#### Les inscriptions funéraires

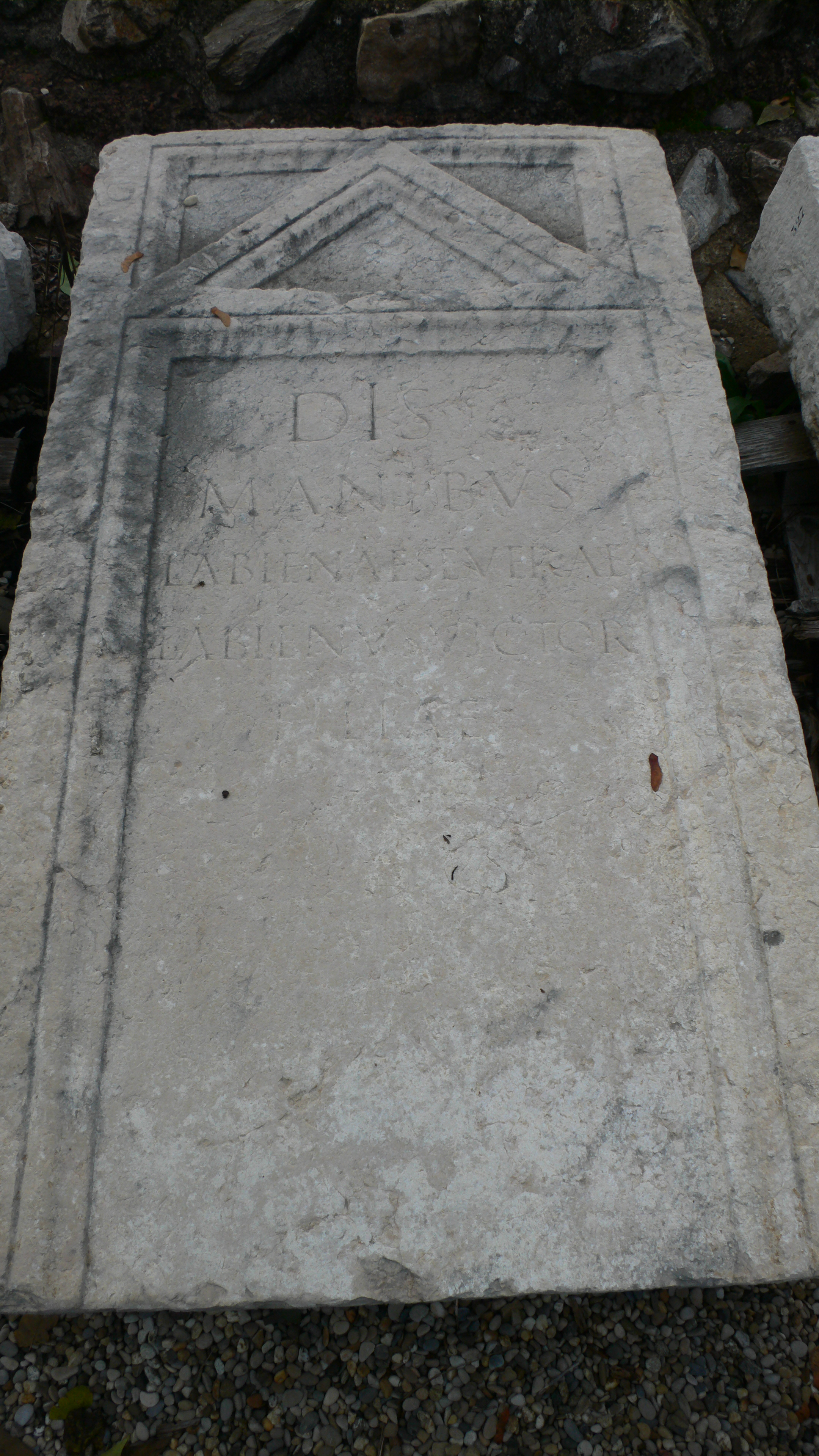
Stèle de Labiena Severa datant de la seconde moitié du Ier s. ou le tout début du IIe s.. Musée Lugdunum.

Les inscriptions funéraires sont la catégorie de monuments épigraphiques la plus importante en nombre et en variété de l'ensemble lyonnais. Elles ont été découvertes à toutes les périodes de fouilles et plusieurs ensembles ont été retrouvés là où ils ont été installés ; tel l'alignement de mausolées à Trion.

##### Les tombeaux à édicules

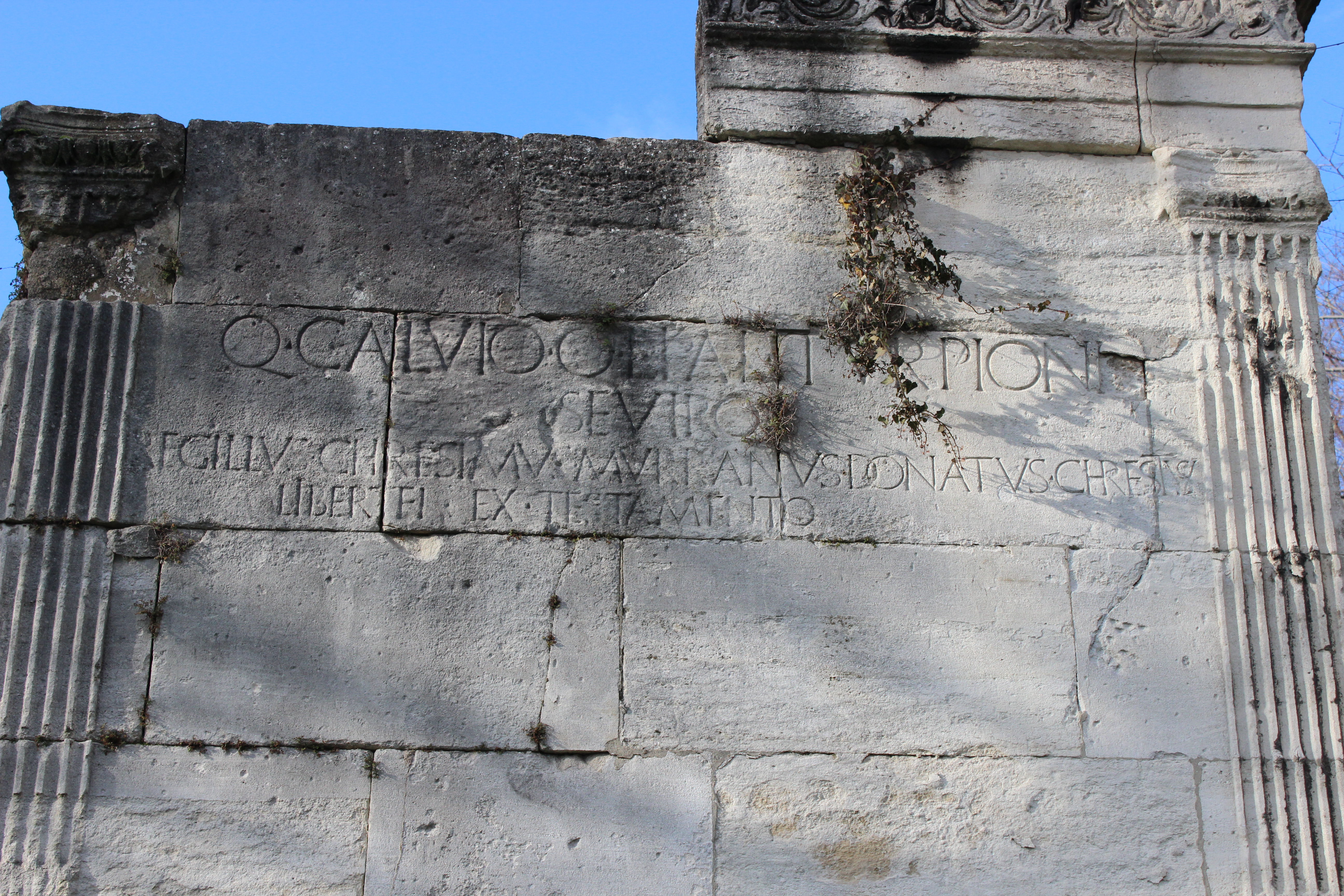
Dédicace du tombeau de Turpio.

Les monuments de ce type sont les plus imposants, et comptent parmi les plus anciens du corpus lyonnais. En comptant les pièces fragmentaires, ce sont plusieurs dizaines de pièces de cette nature qui composent le corpus lyonnais. 
L'un des plus anciens et parmi les mieux conservés est celui du sévir augustal Turpio, daté généralement de la dernière décennie avant l'ère chrétienne. L'inscription est l'une des plus anciennes de la collection lyonnaise. Découvert lors des travaux de Trion, il était accompagné de plusieurs autres tombeaux à édicules dont certains semblent remonter aux premiers temps de la colonie. Ce monument, dont le style est tardo-républicain, est proche d'autres monuments connus en Italie ou dans la Narbonnaise, tel le Mausolée de Glanum.
De nombreuses pièces sont identifiées comme faisant partie de tombeaux de grande dimension par la taille des lettres, qui ne les destine qu'à ce type d'édifice. Ainsi sont caractéristiques de cette identification les épitaphes de C. Flauius Ianuarius ou de M. Valerius Albanus et de son épouse ; retrouvée comme pierre de remploi respectivement à Saint-Just et Saint-Laurent-de-Choulans.

##### Les enclos funéraires
Il y a une difficulté intrinsèque à distinguer les enclos funéraires des mausolées autant du point de vue archéologique lorsqu'il n'existe plus le bâtiment en élévation que du point de vue épigraphique car la plupart du temps il n’en reste qu'un fragment. Les enclos peuvent avoir plusieurs configurations, ils peuvent contenir en leur centre un mausolée ou simplement une stèle et un autel. Par ailleurs, les parties latérales et postérieures peuvent ou non être gravées pour les membres secondaires ou les affranchis de la famille.
Des enclos ont été retrouvés et fouillés rue Pierre Audry, près de l'église Saint-Irénée ou à la Guillotière. Rue Pierre Audry ont été retrouvés entre autres un enclos de quatre mètres de côté avec l'autel du marchand némète Victorius Regulus et celui de l'affranchi C. Iulius Seleucus,.

##### Les plaques de parement
Les plaques funéraires, destinées à être posées sur les tombes ou encastrées dans un mur, sont datées généralement du Ier siècle, et même souvent de l'époque julio-claudienne. Cette datation a été établie via plusieurs indices :
la simplicité du formulaire limité le plus souvent aux noms du défunt et du dédicant, avec de temps à autre une formule finale telle hic asquiescit ; la paléographie avec l'identification des formes typiques de l'écriture de fantaisie ; le matériau utilisé, un calcaire tendre, caractéristique de ces époques. Ces pièces épigraphiques sont le plus souvent attribuées à des tombes modestes, à part quelques œuvres en marbre qui supposent des monuments plus importants.

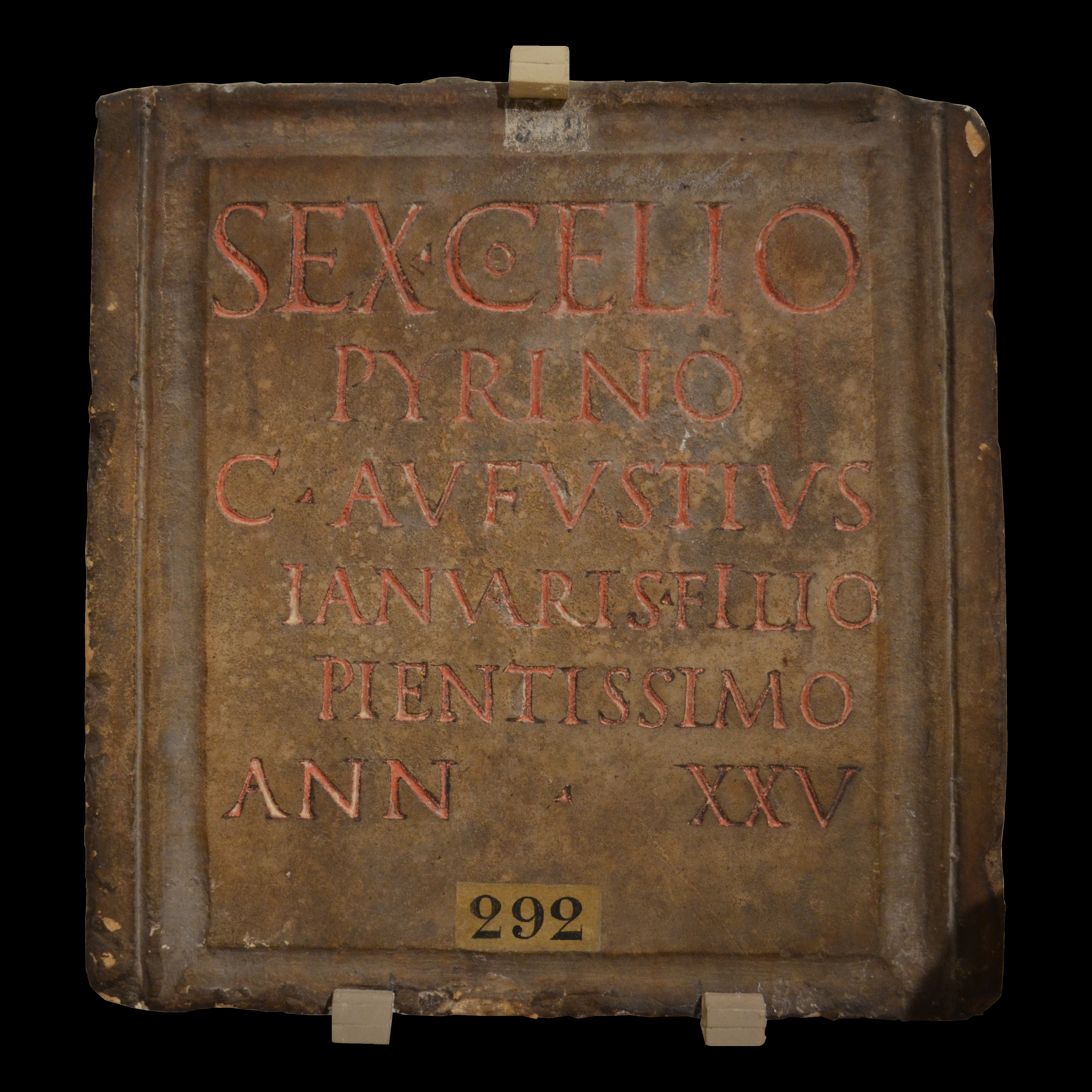
Plaque de Sextus Coelius Pyrinus, en marbre[É 9]. CIL XIII, 2109. Musée Lugdunum.
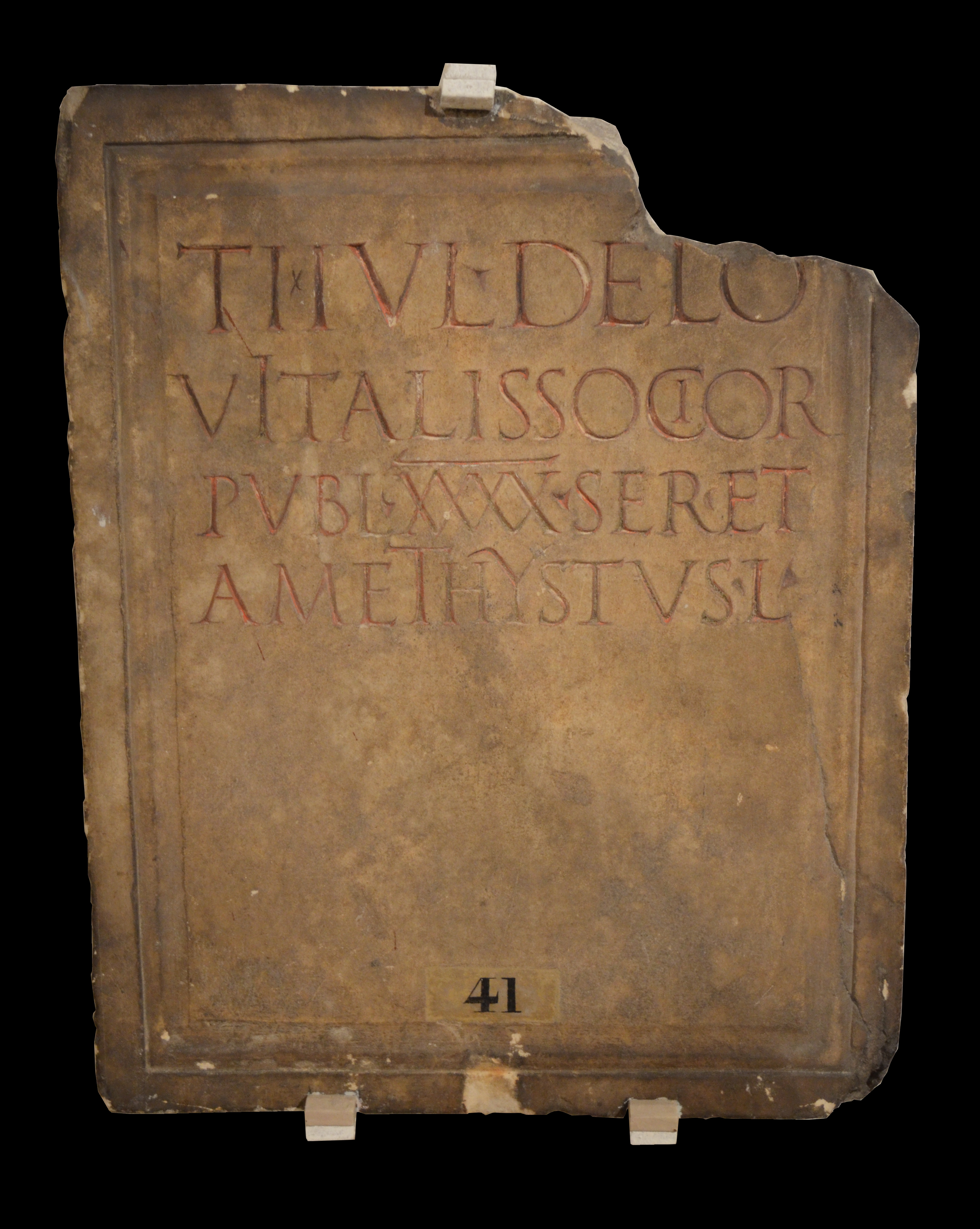
Plaque de Tiberius Julius Delus, en marbre[É 10]. CIL XIII, 1819. Musée Lugdunum.

##### Les stèles
Le corpus lyonnais de stèles funéraires compte plusieurs dizaines d'exemplaires, dont un certain nombre fragmentaires. Plusieurs d'entre elles sont les documents épigraphiques parmi les plus anciens connus à Lyon. 
Les premières chronologiquement sont de facture simple, à sommet cintré et datent de l'époque augustéenne, comme la stèle de l'affranchi Ancharia Bassa. D'autres, datées des julio-claudiens, sont plus élaborés ; retrouvées à la Croix-Rousse, elles présentent des frontons triangulaires ou cintrés, des pseudo-acrotères en demi-palmettes et un champ épigraphique mouluré. 
Les stèles des époques suivantes, de la fin du Ier siècle et du début du IIe sont beaucoup plus grandes, ornées de plusieurs registres et taillées dans le calcaire portlandien du Bugey.

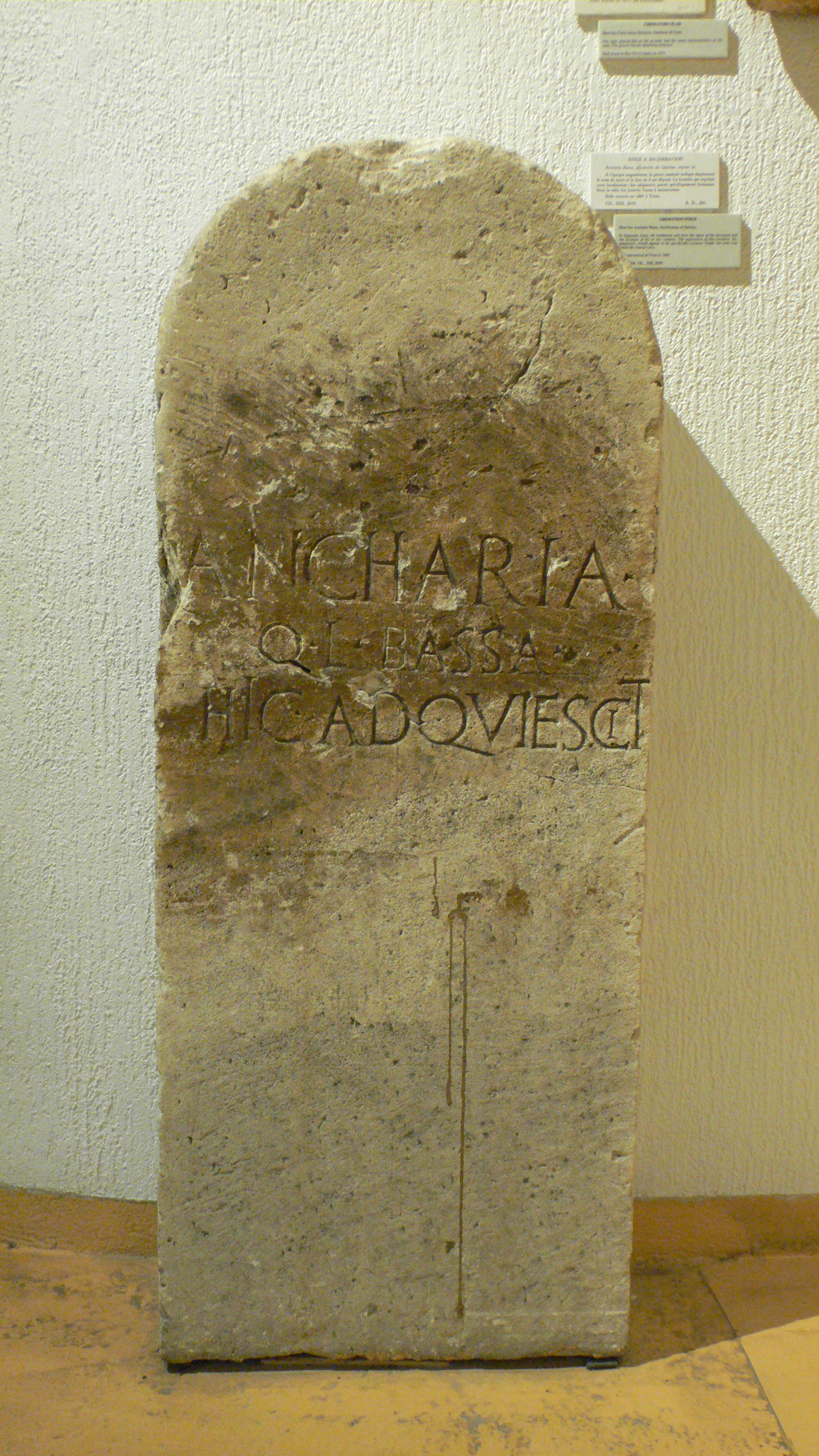
Stèle d'Ancharia Bassa, datant de l'époque d'Auguste[É 11]. CIL XIII, 2059. Musée Lugdunum.
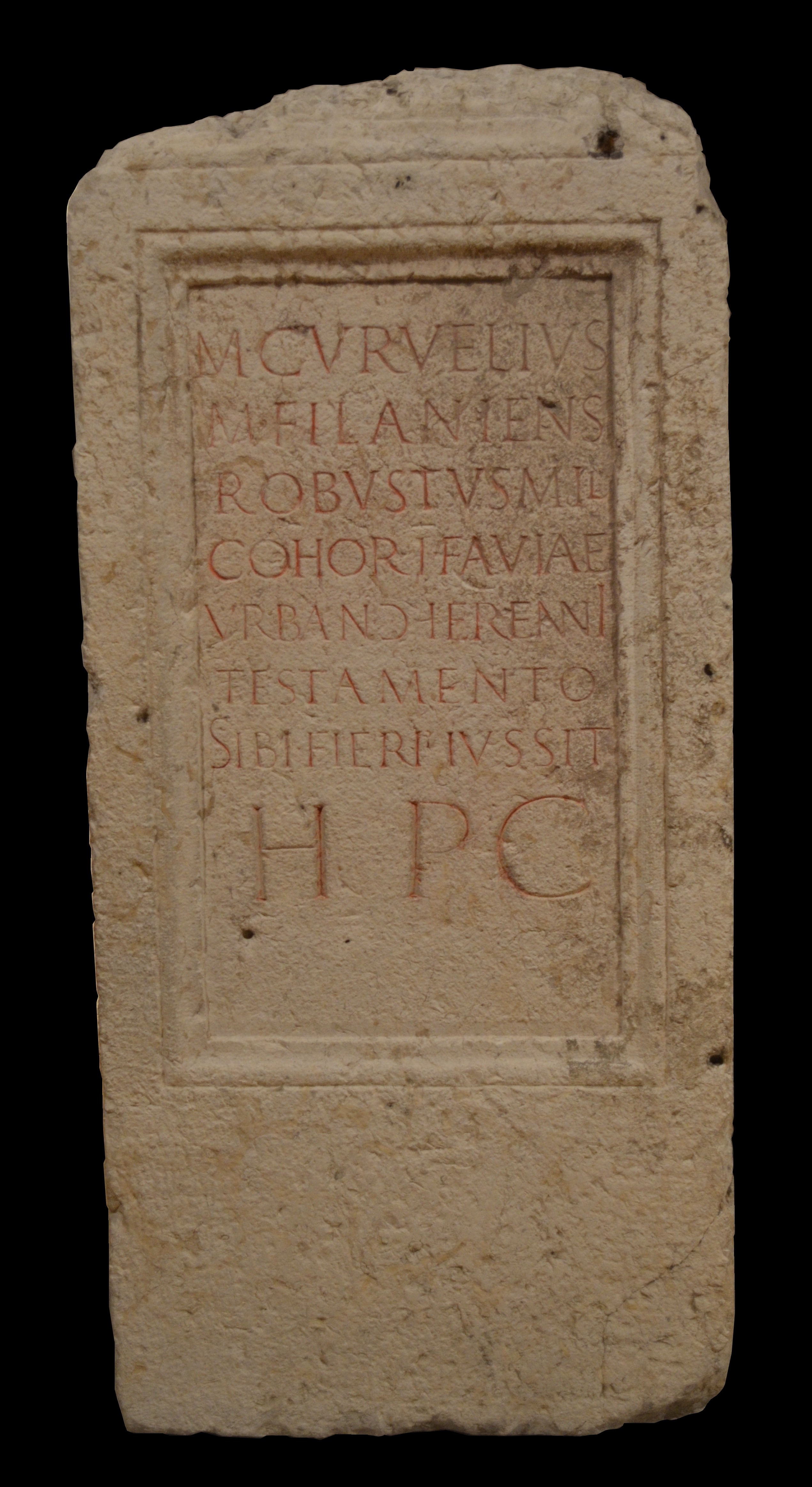
Stèle de Marcus Curvelius Robustus, datant de la fin du Ier siècle[É 12]. CIL XIII, 1853. Musée Lugdunum.

##### Les autels funéraires

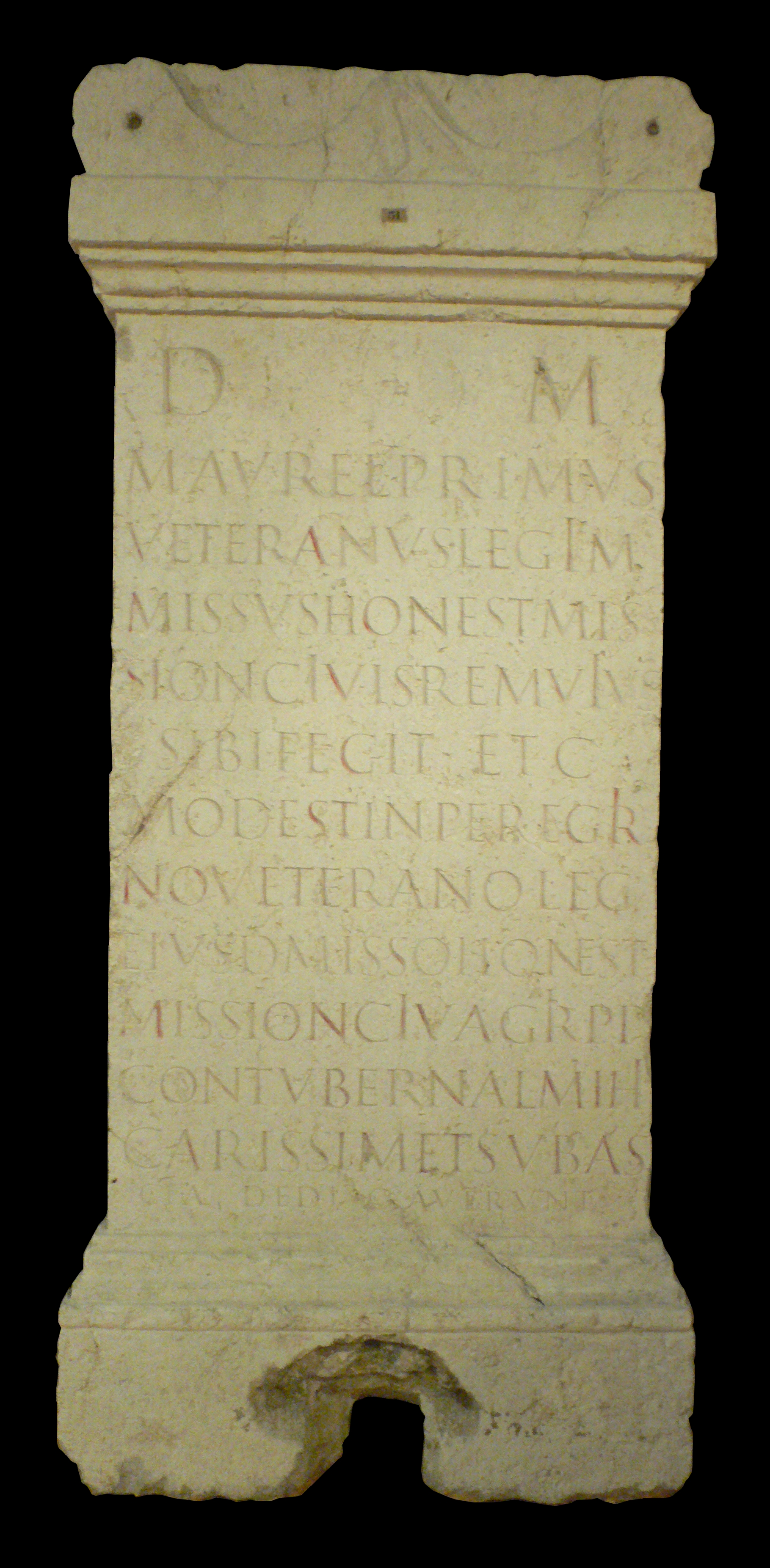
Cippe du plus grand autel funéraire découvert à Lyon dédié à Marcus Aurelius Primus et caius Modestinius Peregrinus.. Musée Lugdunum.

Les autels funéraires sont les types de monuments funéraires les plus nombreux retrouvés à Lyon. Cette quantité permet de disposer de séries conséquentes, telles celles des soldats ou des sévirs augustaux qui permettent de dater et classer avec une bonne précision l'ensemble des monuments. 
Les plus anciens sont assez massifs, leur largeur représentant la moitié, voire davantage, de leur hauteur, tel celui du sévir augustal M. Silenius Symphorus. À partir de la seconde moitié du IIe siècle, leur forme évolue, devenant plus élancée et gagnant en hauteur. Certains atteignent des hauteurs considérables, tel celui des vétérans M. Aurelius Primus et C. Modestinius Peregrinus avec 278 cm. Le corpus continue bien entendu de contenir de petits autels funéraires, destinés aux personnes modestes et aux enfants. 
Les autels funéraires lyonnais sont, sur l'ensemble de la période, réalisés sur un modèle stable, le plus souvent en pierre du Bugey. Leur base moulurée sur trois côtés repose sur un socle massif. Très régulièrement, la base est percée d'un orifice menant à une cavité cinéraire. L'orifice est le plus souvent sur la face avant, quelquefois sur l'arrière et pourvu d'un système de fermeture. Typiquement lyonnais, ce système d'orifice permet aux libations d'accéder aux défunts. Par ailleurs, le dé est dépourvu d'encadrement et entièrement rempli par l'inscription. Enfin, le couronnement présente une face supérieure plate et est décoré de deux pulvini entourant un fronton central.

##### Les sarcophages
L'utilisation de sarcophages se développe à Lyon à partir de la seconde moitié du IIe siècle. Ils deviennent rapidement le second type de monuments funéraires le plus utilisé après les autels. Ils prennent rapidement un style caractéristique. 
Les sarcophages typiquement lyonnais sont des cuves de grande taille, fabriquées avec le calcaire du Bugey. Leur champ épigraphique occupe toute la face principale, l'ornementation se réduit le plus souvent à une moulure et de grandes queues d'aronde, plus rarement à quelques éléments sur le couvercle, dans les acrotères. Les éléments épigraphiques sont les mêmes que pour les autels, en particulier la dédicace aux mânes, souvent mise en valeur dans les queues d'aronde et une ascia, régulièrement dédoublée.
Parmi les sarcophages notables, citons celui de Sertoria Festa retrouvé en 1882 rue de Trion, important pour l'ornement présent dans les acrotères ou celui de Calpurnia Severa retrouvé au début du XIXe siècle dans les fondations de l'église Notre-Dame de la Platière intéressant pour sa double ascia. Il y a également celui qui a été présent dans l'église Saint-Pierre de Vaise jusqu'au XIXe siècle puis dans le musée des Beaux-Arts, qui est consacré au sévir augustal Marcus Primus Secundianus. 

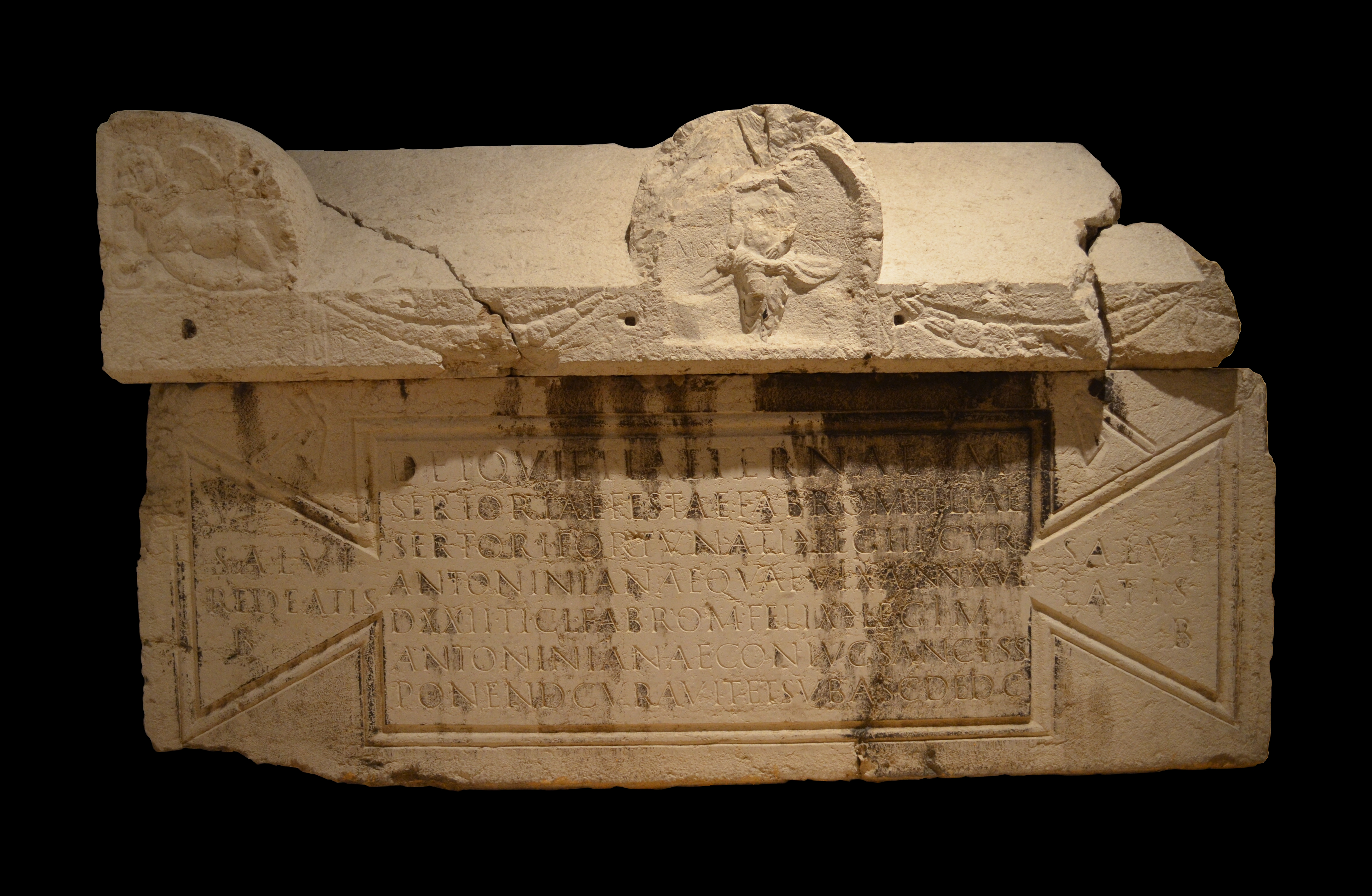
Sarcophage de Sertoria Festa[É 14], CIL XIII, 1893, Musée Lugdunum.
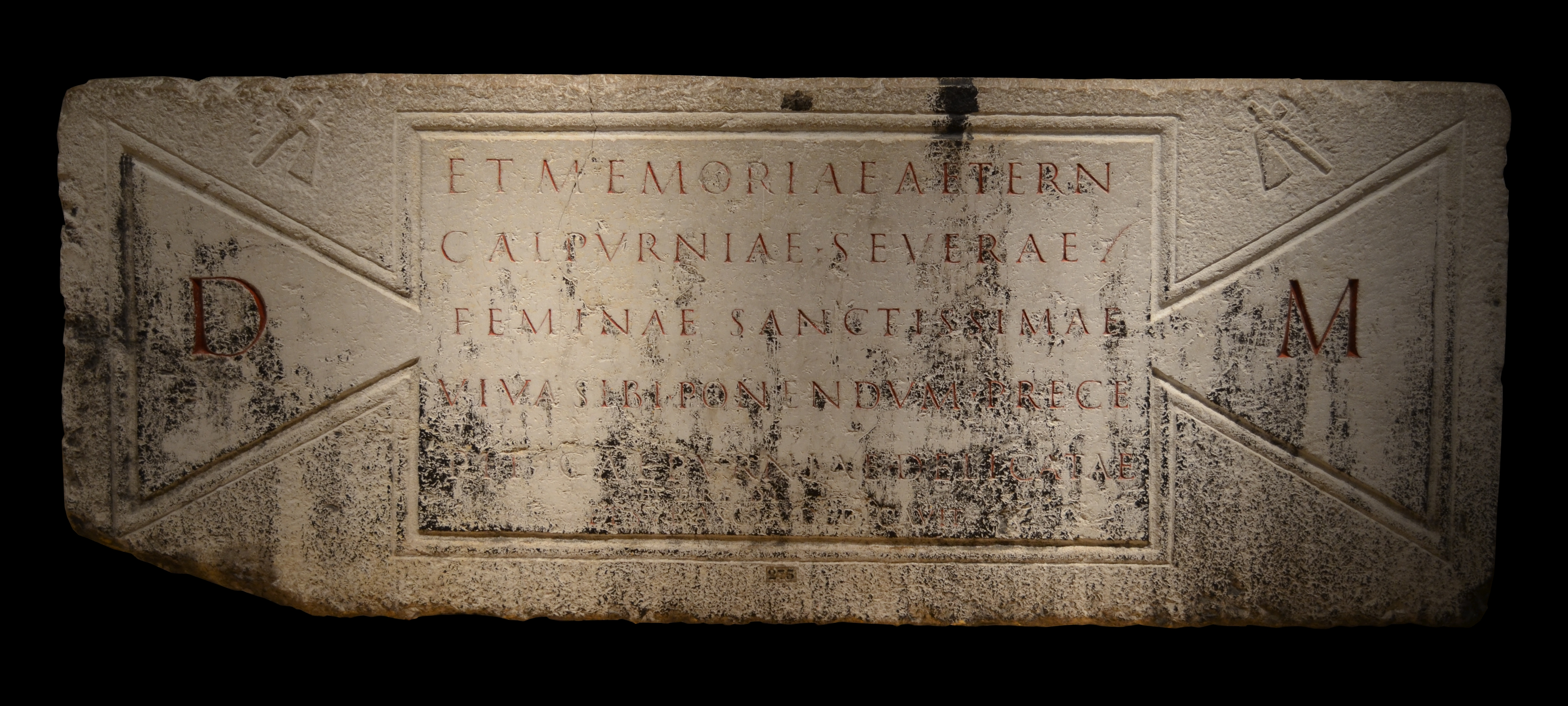
Sarcophage de Calpurnia Severa[É 15], CIL XIII, 2085, Musée Lugdunum.
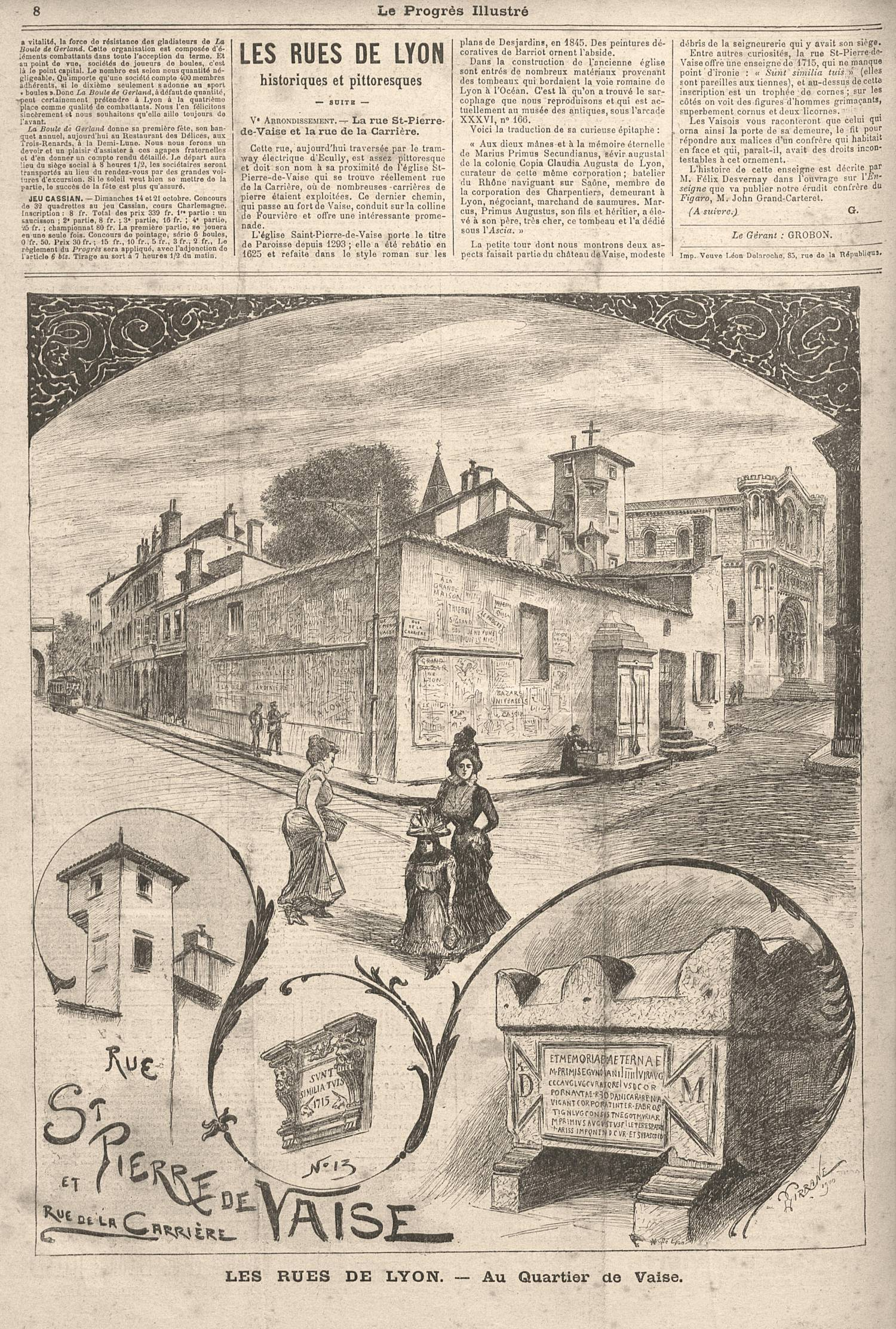
Gravure du tombeau de Marcus Primus Secundianus dans le Progrès illustré du 7 octobre 1900.

#### Les bases de statues du sanctuaire fédéral
Ces pièces sont les plus imposants monuments lyonnais antiques. Il existe actuellement une quarantaine de ces bases qui décrivent l'origine géographique et la carrière des prêtres. Outre ces pièces, il faut ajouter à notre connaissance du sanctuaire la dédicace en lettres de bronze qui ornait peut-être l'autel de Rome et d'Auguste, ainsi que la table Claudienne.

#### Les monuments honorifiques
Il n'existe pas un grand nombre de monuments honorifiques dans la collection épigraphique lyonnaise. La raison en est probablement que le forum et ses abords ont été entièrement détruits. Ce qui nous est parvenu se trouvait donc en remploi à divers endroits de la ville.

#### L'épigraphie des objets
L'importance économique et commerciale de Lyon a produit un important corpus épigraphique sur des objets. 
Les inscriptions sur poterie sont particulièrement nombreuses. La céramique sigillée est abondante et on connait plusieurs ateliers de l'époque triumvirale, augustéenne ou du Ier siècle de notre ère. Il existe une production typiquement locale, les vases à médaillon d'applique, souvent fabriqués dans la vallée du Rhône et abondamment retrouvés dans les fouilles sur Lyon. Ces vases sont souvent accompagnés de légendes. 
Les amphores sont également régulièrement pourvues de textes, timbres ou inscriptions peintes. Le corpus des amphores est utile pour analyser les flux commerciaux lyonnais, qui s'étendent sur toute la Méditerranée. Il existe également une production locale.
Le travail épigraphique sur métal est également très présent à Lyon. Celui sur plomb est représenté notamment par une grande série de tuyaux, des jetons et des sceaux. Cet ensemble nous permet de mieux connaître les administrations impériale, militaire et douanière.
L'épigraphie lyonnaise des objets est riche de plusieurs pièces exceptionnelles tel un coffret d'oculiste,, ou des éléments du trésor de Vaise comme de l'argenterie ou une statuette portant des textes.

### Sujets des inscriptions
L'épigraphie lyonnaise est riche de la plupart des aspects de la vie de ces périodes : religion, politique, artisanat, commerce, rites funéraires.

## Mise en valeur de l'épigraphie lyonnaise
Avant le XIXe siècle, les pièces découvertes sont conservées par des particuliers, hormis la table Claudienne, exposée à l'Hôtel de Ville comme monument à la gloire de la ville. Lors de la création du musée des Beaux-Arts, le premier directeur crée un musée lapidaire avec la volonté de proposer un mémorial de l'histoire lyonnaise. Camille Martin-Daussigny réorganise la présentation de manière plus scientifique. Dans les années 1970, l'ensemble de la collection est transféré au musée gallo-romain de Fourvière.

### À la Renaissance et l'Époque moderne

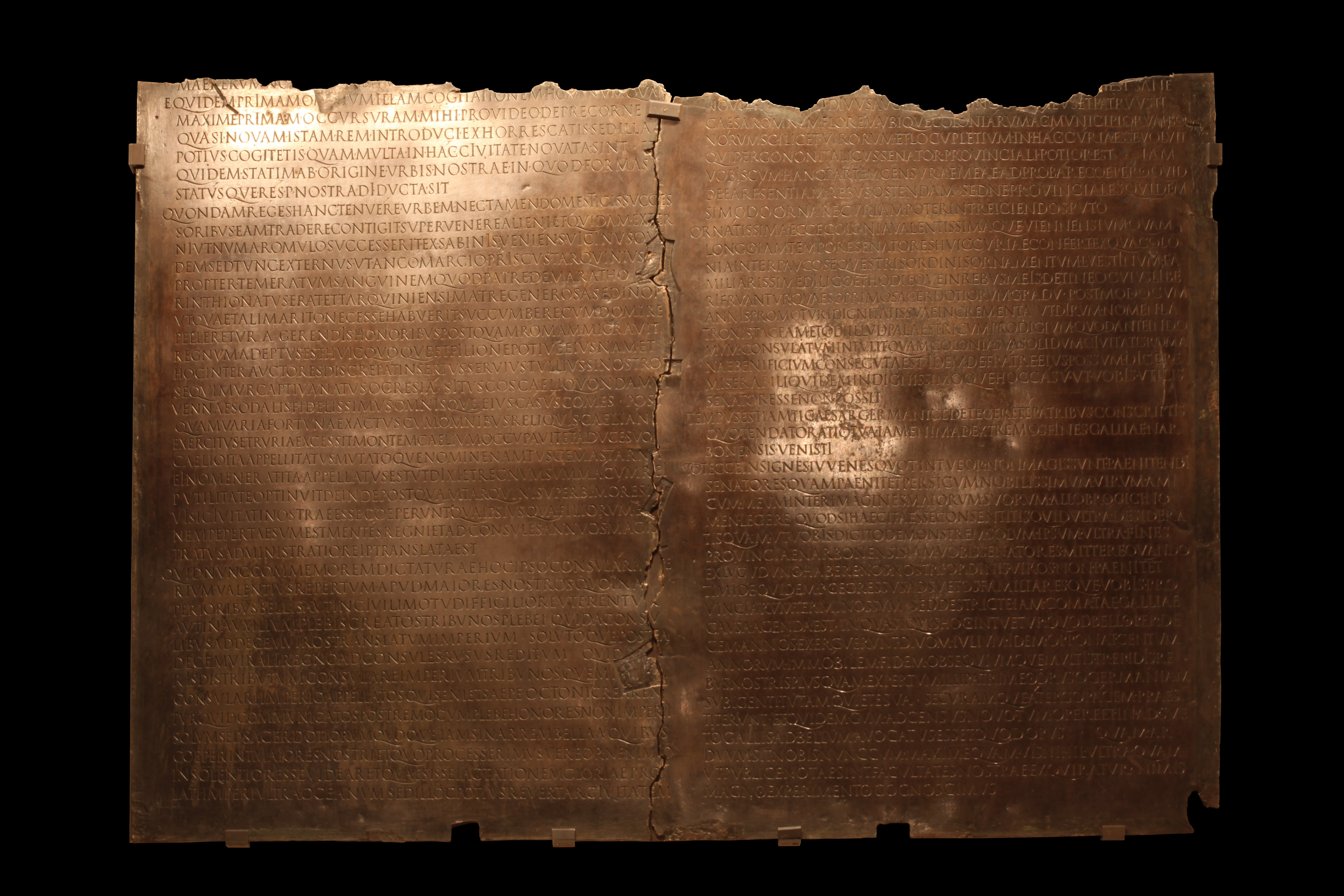
La Table claudienne,, Musée Lugdunum.

À la Renaissance puis à l'époque moderne, il n'y a aucune initiative des autorités pour fonder un musée ou un lieu d'exposition des richesses antiques de la ville. Hormis la table Claudienne qui est rapidement acquise par le Consulat et exposée à l'Hôtel de Ville, les collections restent chez des particuliers.
Dès la Renaissance, les monuments épigraphiques prennent une place importante dans la conscience collective des érudits lyonnais, qui usent de superlatifs pour évoquer la richesse de leur ville en pièces archéologiques de valeur. Cette richesse, bien réelle, est cependant accentuée pour répondre à l'absence, à cette époque, de ruines monumentales à Lyon, contrairement à des villes de Provence ou à Vienne. 

#### Les monuments épigraphiques: supports du mythe lyonnais

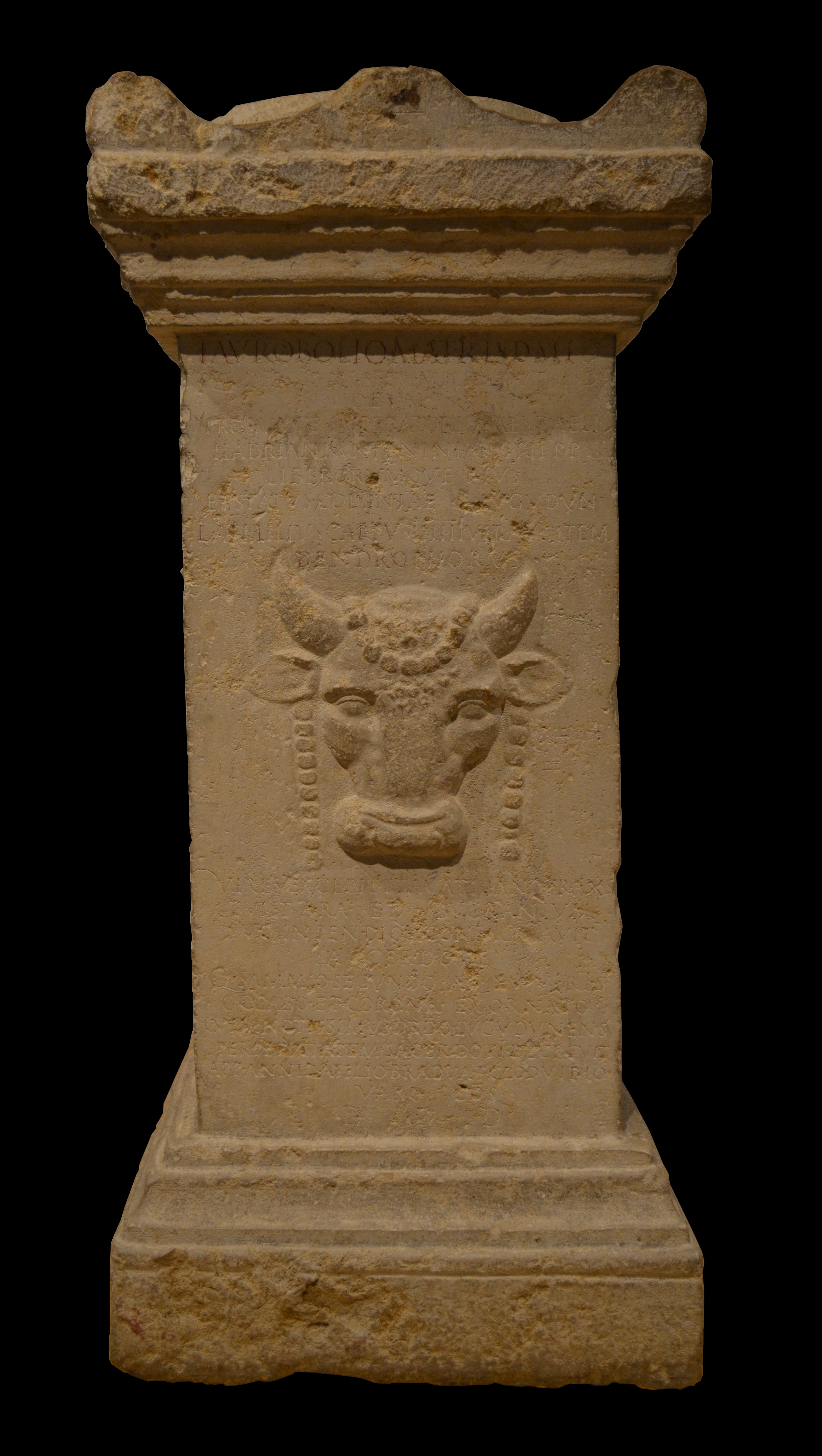
L'autel taurobolique de 1704. CIL, XIII, n° 1751. Musée Lugdunum.

Pour les Lyonnais, l'épigraphie est une manière de retrouver un passé mythifié de capitale romaine alors que, contrairement à plusieurs autres cités de l'ancienne Narbonnaise, elle est à cette époque orpheline de grands monuments antiques. La découverte de la table Claudienne en 1528 permet aux élites locales de se connecter fictivement avec un glorieux passé romain. Elles allèrent jusqu'à arguer que cette table prouvait que les droits de la ville provenaient des empereurs romains eux-mêmes ; et qu'ils étaient donc plus anciens et plus légitimes que ceux des autres autorités, ceux de l'archevêque, surtout, et du roi lui-même également,.
À l'époque moderne, les élites lyonnaises continuent de s'inscrire dans un temps long où les origines de leurs droits viennent d'une glorieuse antiquité. Ainsi, lorsque l'Hôtel de Ville est construit place des Terreaux, dans le cycle iconographique commandé pour magnifier l'histoire des privilèges de la ville, la table Claudienne tient la première place pour en démontrer l'antiquité, avant la réunion de Lyon à la France, l'édit de 1494 et enfin l'édit de Chauny de 1596.
À cette première antiquité prestigieuse vient s'ajouter en 1704 l'autel taurobolique découvert à Fourvière, derrière les restes du théâtre antique. Cet évènement secoue le monde des érudits locaux, entraînant la production d'un grand nombre de travaux d'érudition ; mais également la sphère mondaine, le Tout-Lyon allant se presser pour l'admirer, en tant que seul vestige de ce type, à l'époque, retrouvé en Europe. Le propriétaire du terrain, Léonard Gaultier du Fel, le conserve pendant une quarantaine d'années avant que la municipalité l’acquière pour la somme, importante pour l'époque, de 3000 livres. L'autel est placé dans la salle de l'Hôtel de Ville où l'Académie lyonnaise tenait ses séances. Les consuls n’avaient à cette époque aucune intention pour de constituer l'ébauche d'une collection muséale municipale. Ainsi, une collection de monnaies antiques acquise quelques années auparavant n'était même pas mise en valeur ; « Le caractère exceptionnel de ces antiques en faisait plus des « curiosités » que le noyau d'une collection publique ». Plus tard, l'autel est déplacé dans le cabinet des antiques, alors déjà riche de la collection de Pierre Adamoli, prenant ainsi une importance davantage archéologique que symbolique.

#### Des objets au statut dévalorisé

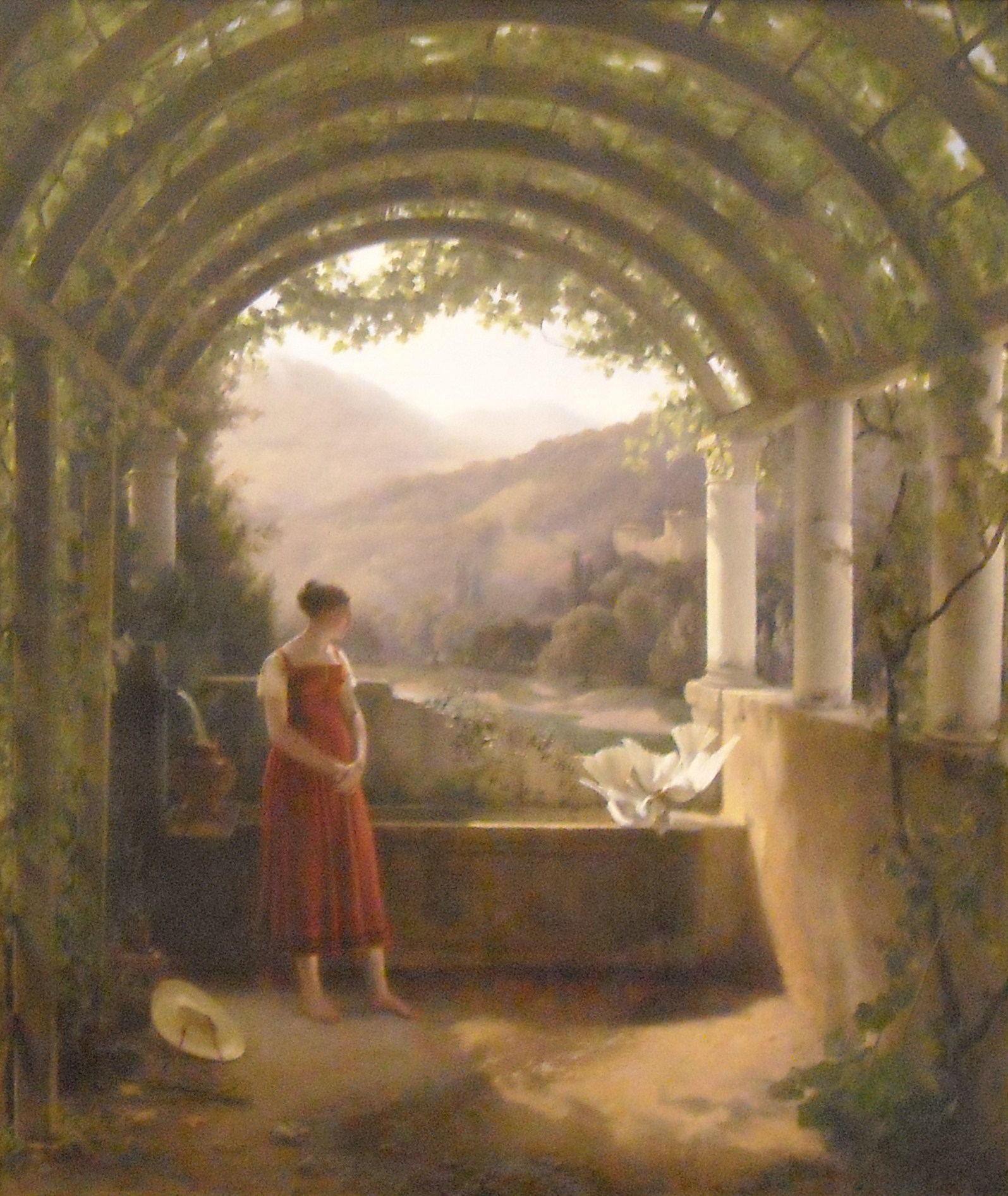
Jeune fille à la fontaine, Fleury Richard, Musée des beaux-arts de Lyon.

Au cours du XVIIIe siècle, alors que naissent à plusieurs endroits en Europe les premiers musées, la problématique du lieu de conservation d’une pièce aussi importante que la table Claudienne commence à se poser, autant pour les érudits que pour les voyageurs qui passent à Lyon et s'étonnent de l'absence de mise en valeur, voire de protection de celle-ci,. En effet, contrairement aux statues et aux objets numismatiques, les épigraphies ont un statut inférieur dans le rang des antiquités. Objets privés et souvent insérés définitivement dans le lieu où ils sont, elles ne sont que très rarement recherchées pour elles-mêmes et leur importance historique. 
Leur remploi est courant et alors parfaitement accepté. De nombreux cippes ou piédestaux ont été ainsi utilisés comme soubassements d'une croix de chemin ou comme supports de bénitier. Le miliaire de Claude remployé à Solaize comme support d'une croix inspire même à l'épigraphiste Alphonse de Boissieu une image liant la destinée de l'empire romain à celui de préparateur de la foi chrétienne. Quelques sarcophages ont aussi été employés comme réservoirs à fontaine tel celui qui fut longtemps dans l'église Saint-Rambert en face de l'île-barbe, et que Fleury Richard a utilisé comme modèle dans son tableau de Jeune fille à la fontaine. D'autres ont servi d'auges, de même que des cippes comme celle du négociant L. Privatius Eutyches,.

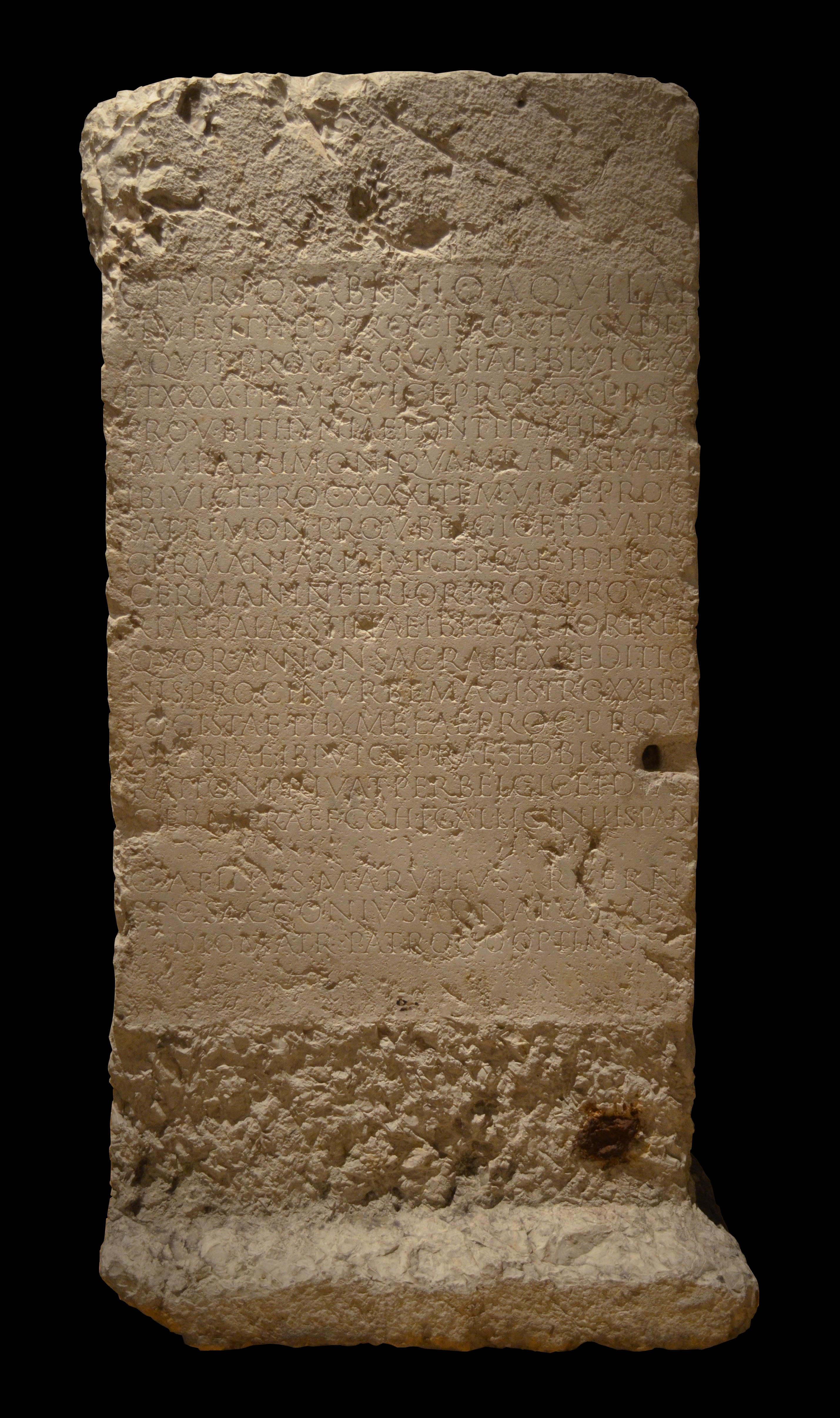
Base honorifique de Caius Furius Sabinus Aquila Timesitheus dit Timésithée.. Musée Lugdunum.

Par ailleurs, il n'y a pas à cette époque d'évolution des mentalités en faveur d'une conservation des œuvres épigraphiques. Leur remploi n'est que temporaire et si elles sont dégagées à la suite d'un chantier, c'est la plupart du temps pour être remployées ailleurs. Ainsi Spon, souhaitant reprendre l'histoire de Lyon de Paradin et recherchant les inscriptions qu'il décrit, constate que les inscriptions « ne sont plus aux mêmes endroits, que les unes sont perdues, & les autres brisées ». De même, rien n'est fait pour garantir le maintien visible d'épitaphes privées, ni pour empêcher leur départ de la ville. Ainsi, l'épitaphe de Timésithée reconnue et décrite peu après sa découverte par le père Ménestrier en 1669 est remployée peu après et recouverte d'un enduit qui la cache. Parmi les œuvres épigraphiques qui ont quitté Lyon à cette époque sans que cela n'émeuve les autorités, il y a un mithreaum déposé au cabinet du roi, l'épitaphe d'un gladiateur dimachaire essédaire ou l'épitaphe d'un enfant découverte en 1738 à la Guillotière.

#### Les premières collections privées
Dès la Renaissance, de nombreux particuliers collectionnent les inscriptions et les exposent chez eux comme objets de curiosité et décoratifs. Au milieu du XVIe siècle, Martin de Troyes, échevin et receveur du roi, rassemble dans sa propriété de la Ferrandière des épitaphes retrouvées près de l'église Saint-Irénée et le sarcophage bisomus (en) de Q. Julius Hylas et de sa femme. Claude de Bellièvre constitue dans le jardin de sa maison du quartier Saint-Georges une collection d'une vingtaine de pièces épigraphiques, corpus augmenté par les achats de son gendre Nicolas de Lange. Cette collection est décrite par Joseph Juste Scaliger et reprise par Jean Gruter dans son Inscriptiones antiquae totius orbis Romanorum. Elle est toujours dans la même maison au siècle suivant lorsqu'elle est habitée par les Trinitaires, à tel point que les érudits du XVIIe siècle ont baptisé l'endroit de « Jardin des antiques ». De Lange conserve également quelques pièces dans sa propriété de l'Angélique à Fourvière.

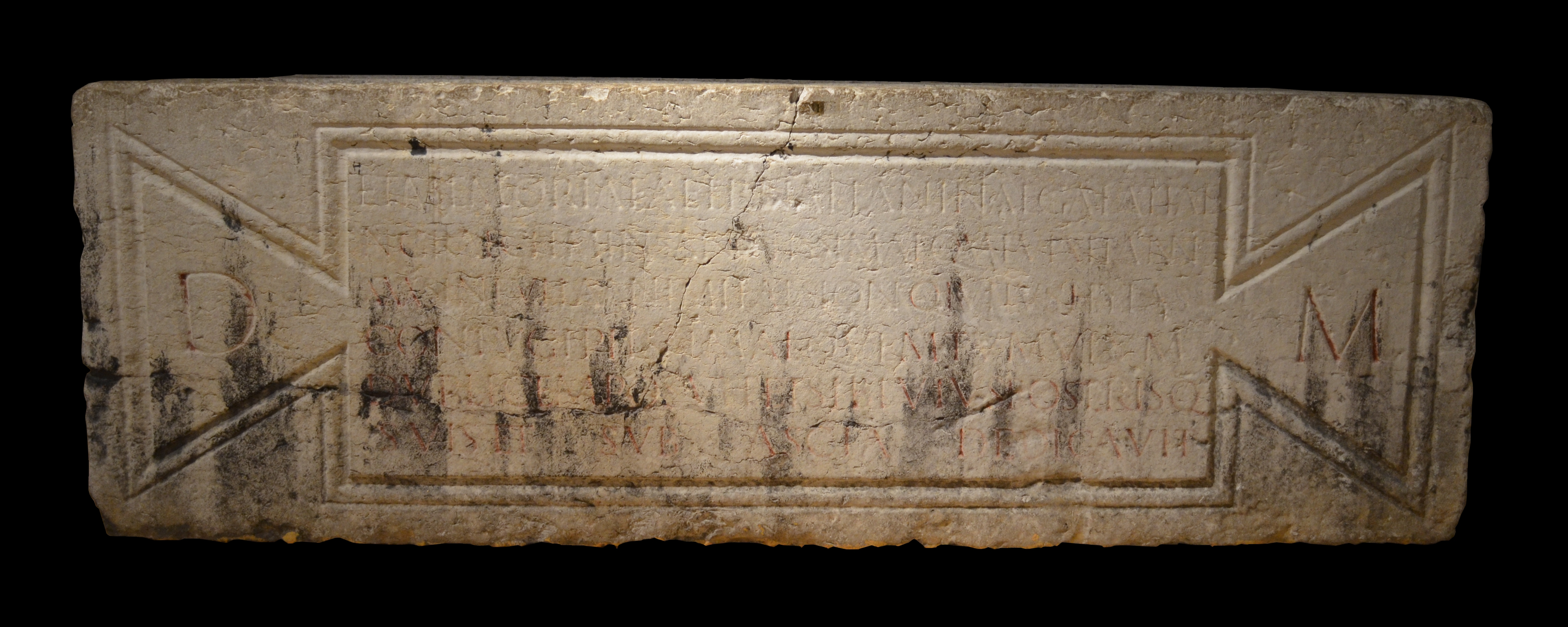
Sarcophage de Kaninia Galatia et Quintus Julius Hylas,, Musée Lugdunum.

Des travaux au sein du prieuré de l'église Saint-Irénée, dite aussi maison canoniale des Génofévains au cours du XVIIIe siècle, entrainent la destruction d'une nécropole paléochrétienne. L'un des chanoines, Gabriel Joseph du Pineau, fait insérer les inscriptions récupérées dans les murs du couvent. Cette collection est complétée par la suite. 
Alors qu'au XVIIe siècle, les premiers musées apparaissent en Italie, rien de tel n'est envisagé à Lyon. La France de manière générale ne suit pas ce mouvement, loin de là. Les premiers musées épigraphiques datent de 1784 à Nîmes et Arles, et sont d'origine privée. Une des explications réside dans l'idée, pour de nombreux épigraphistes tel Muratori, que la copie et la publication d'un monument suffisent pour la postérité, et dispensent d'en assurer la conservation. Quelques savants, pourtant, soulèvent l'objection de la nécessité de pouvoir vérifier les travaux antérieurs, pour les corriger si nécessaire, en recourant aux documents épigraphiques originaux, sans que cela n'entraîne d'actions de la part des autorités. 
L'Hôtel de Ville de Lyon voit au XVIIIe siècle entrer deux inscriptions, probablement sous les auspices de l'Académie de Lyon. Mais ces entrées ne préfigurent pas de la formation d'un noyau d'une collection muséale.
Peu avant la Révolution, un groupe d'amateurs d'épigraphie se constitue autour de Gabriel Dutillieu et rassemble plusieurs pièces dans le jardin. L'ensemble de ces pièces est donné au musée naissant juste après l'épisode révolutionnaire, dont l'autel taurobolique de 197 ou un cippe en grec,.

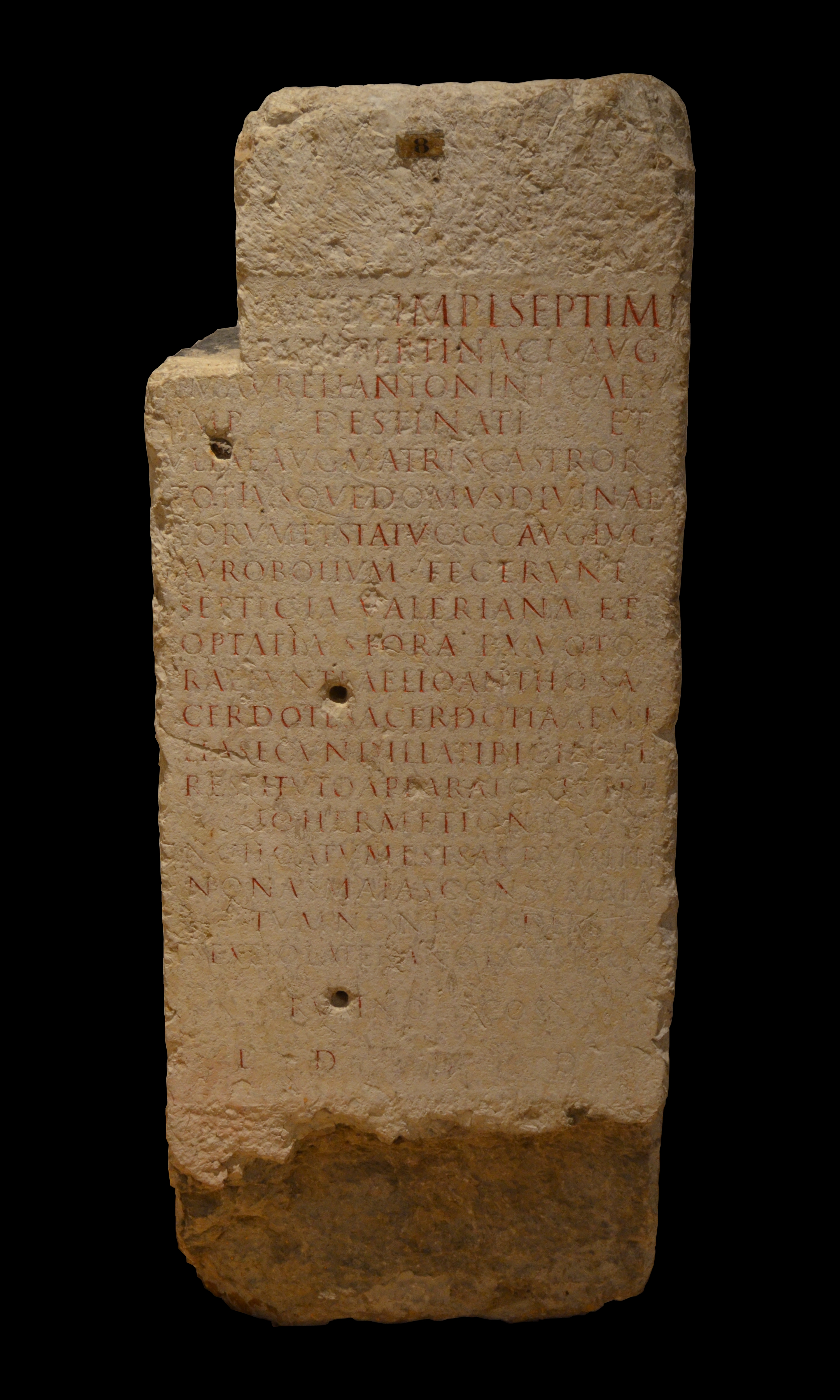
Autel taurobolique de 197, vœu de Septicia (en) Valerinana et d'Optatia Siora pour le succès des armes de Septime Sévère[É 18], CIL XIII, 1754. Musée Lugdunum.
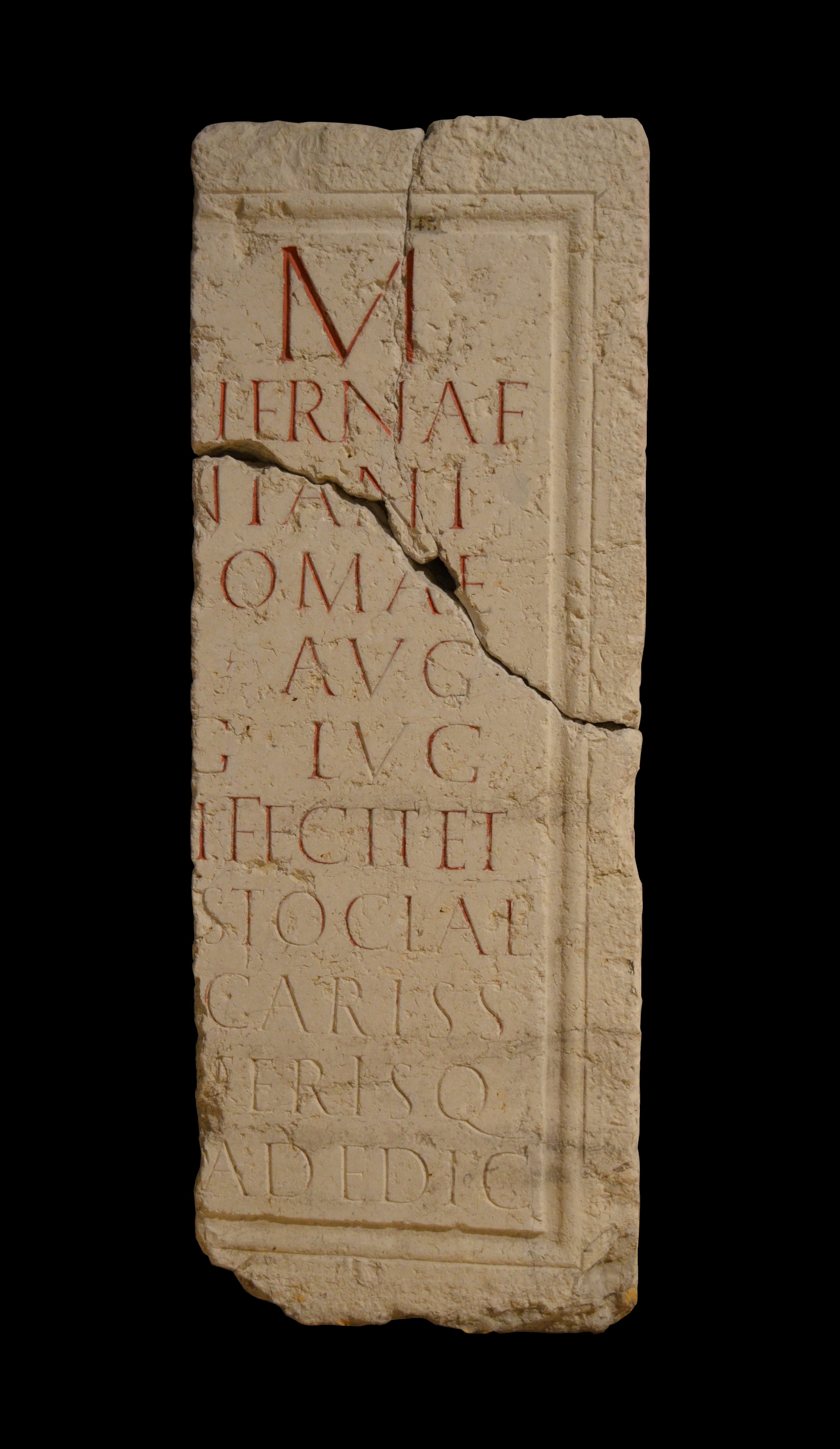
Moitié droite d'une table haute donnée au Musée de Lyon par Dutillieu[É 19]. CIL XIII, 1927. Musée Lugdunum.

#### Sous la Révolution
Lorsque la sécularisation des biens du clergé se met en place, les commissaires aux inventaires n'intègrent pas les monuments épigraphiques dans leurs évaluations ; ils sont souvent mentionnés, mais pas systématiquement comme ceux du couvent des Génovéfains. 
Malgré la volonté de quelques érudits de profiter de la dispersion des biens du clergé pour récupérer des pièces et les mettre à la disposition de tous, des déprédations sont encore réalisées. Ainsi, un sarcophage confisqué après le décès de son propriétaire est employé pour fabriquer du salpètre. Du moins la table Claudienne ne fut pas abimée par les révolutionnaires après la prise de l'Hôtel de Ville, alors que les inscriptions somptuaires modernes sont toutes vandalisées à la pointe.
Pour conserver de manière pérenne ces traces du passé, on fait transporter quelques œuvres sur la terrasse du Collège, devenu alors le dépôt des objets d'art et de science. Les autorités pensent également à la cour haute de l'Hôtel de Ville pour accueillir ces antiquités. Parmi les érudits locaux qui s'inquiètent et tentent d'obtenir un lieu sûr, il y a Nicolas François Cochard, qui acquiert lui-même quelques pièces et défend l'idée d'une politique de conservation auprès du préfet.

### 1805-1970: Au Palais Saint-Pierre
Avec l'ouverture du Conservatoire des arts dans le Palais Saint-Pierre, un lieu stable est trouvé pour conserver les pièces épigraphiques de la ville. A l'initiative de l'archéologue François Artaud, les administrateurs du Conservatoire des arts demandent et obtiennent que tous les monuments antiques de la ville et des environs soient rassemblés au Palais Saint-Pierre. Le but affiché est tout autant la sauvegarde du patrimoine antique lyonnais que la constitution d'un musée consacré à ce type d'œuvres. 

#### Les débuts du musée lapidaire - François Artaud

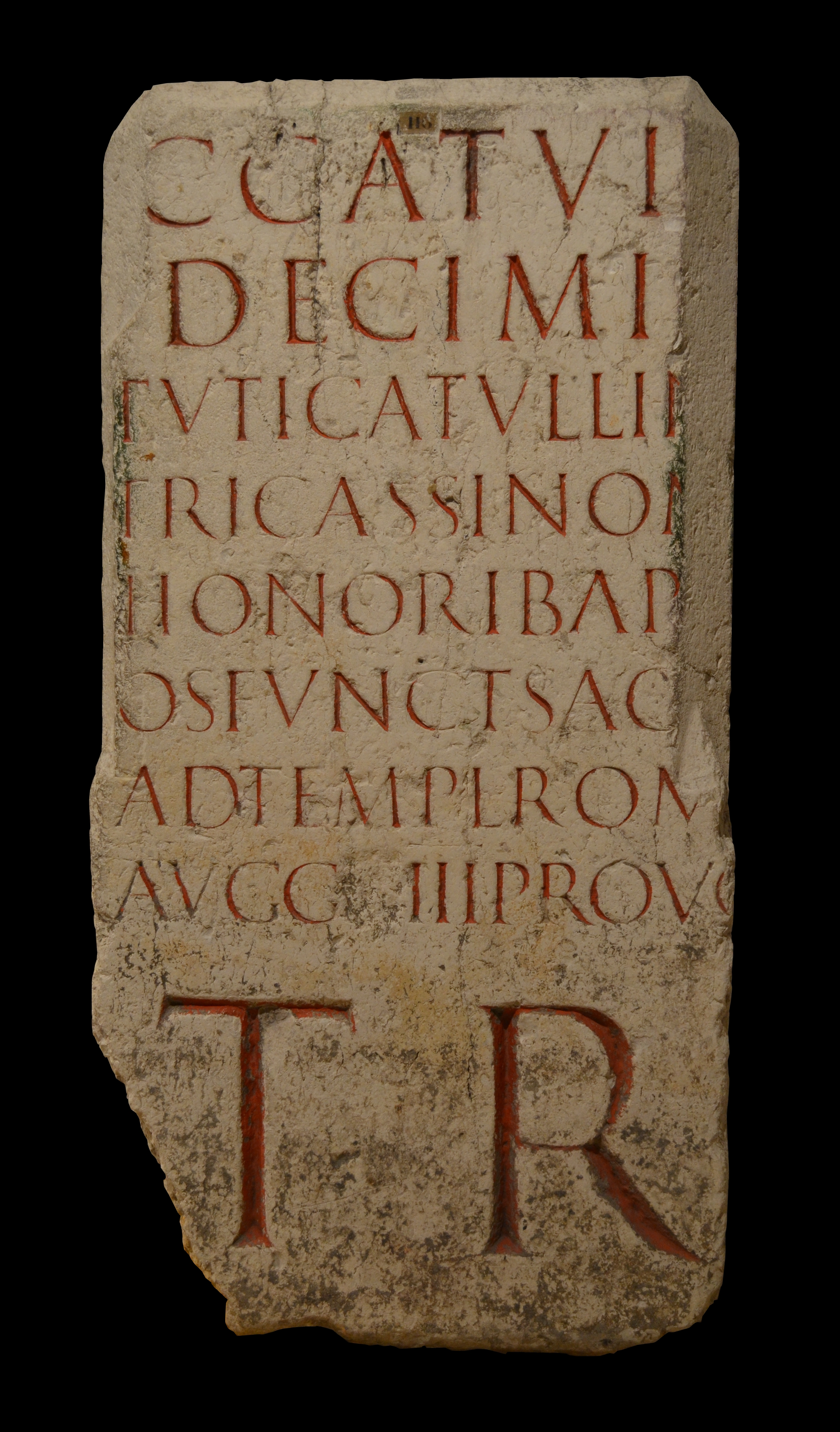
Inscription honorifique du Tricasse Caius Catullius Deciminus,. Musée Lugdunum. Première œuvre ayant intégrée les collections du musée lapidaire de Lyon.

En 1806, Artaud est nommé tout à la fois Inspecteur du Conservatoire des arts et Antiquaire de la ville. Il va s'employer à faire entrer et à présenter au public toutes les inscriptions de Lyon et des environs. Il les met en scène sous les portiques qui formaient le cloître de l'ancienne abbaye. Il numérote chaque arcade à la peinture rouge en chiffres romains et organise ainsi les visites et les catalogues du musée avec ce système. Cette mise en scène est encore pour la majorité des visiteurs un agrément pittoresque, même si dès cette époque, les autorités et les élites intellectuelles considèrent cet ensemble comme un mémorial de l'histoire lyonnaise.
Artaud a pour ambition de réunir dans le musée l'ensemble du corpus épigraphique lyonnais ; il tient des listes qu'il établit en partie à partir du recueil de Spon. La toute première œuvre intégrée dans les collections se trouvait déjà sur place, les religieuses ayant fait retirer l'inscription qui servait de base à une croix de la place Saint-Saturnin et l'ayant installée dans leur jardin. Soutenu par d'autres érudits, il sollicite de la municipalité qu'elle organise le rapatriement des inscriptions présentes un peu partout dans la ville jusqu'au musée, où était « leur place naturelle ». Ainsi, à plusieurs reprises, la ville fait tailler une pierre pour remplacer une pièce épigraphique contenue dans un monument, tel un cippe dans le parapet du pont du Change ou même un autel pris dans sa maçonnerie, échangé en 1834. De même en 1920, pour récupérer un sarcophage que possède un particulier qui en fait un abreuvoir, la municipalité en fait tailler un autre en pierre de même taille. Il arrive que les propriétaires de pièces placées dans des zones peu accessibles acceptent de lourds travaux pour les dégager et les remplacer. Ainsi, le dé du piédestal d'un procurateur de la Lyonnaise est-il extrait des fondations d'une cave rue Luizerne. De même, le propriétaire de la maison Thomé rue Mercière consent à laisser des ouvriers travailler trois jours chez lui pour extraire l'inscription de Timésithée coincée dans son escalier.

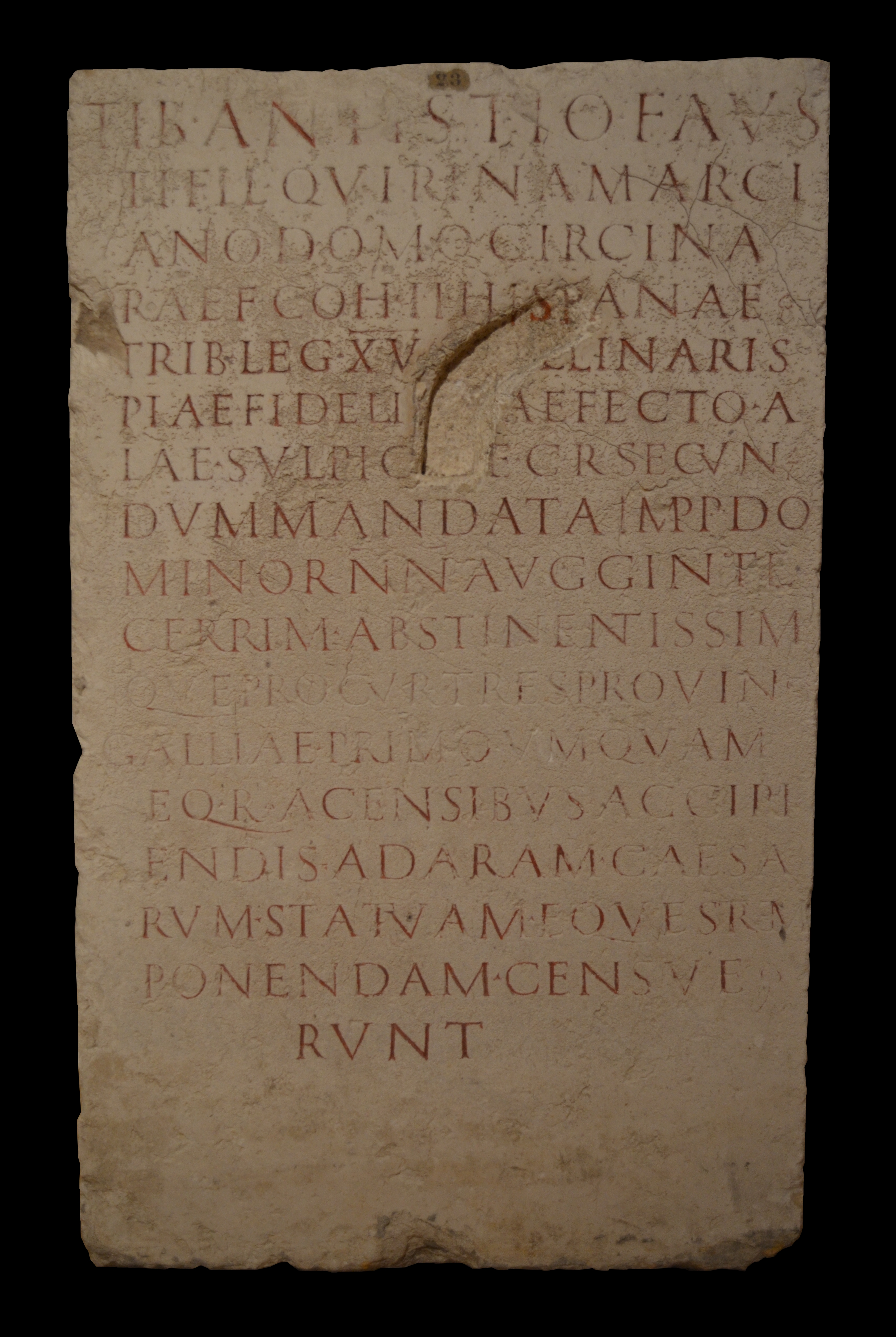
dé de piédestal du procurateur de la Lyonnaise Tiberius Antistius Marcianus[É 21], CIL XIII, 1680. Musée Lugdunum.

#### Les successeurs d'Artaud
La table Claudienne, quant à elle, est particulièrement mise en valeur, recevant de la part de Comarmond une salle dédiée. 
Son successeur, Camille Martin-Daussigny, réorganise les collections pour leur donner une logique plus scientifique.

### Au Musée Lugdunum

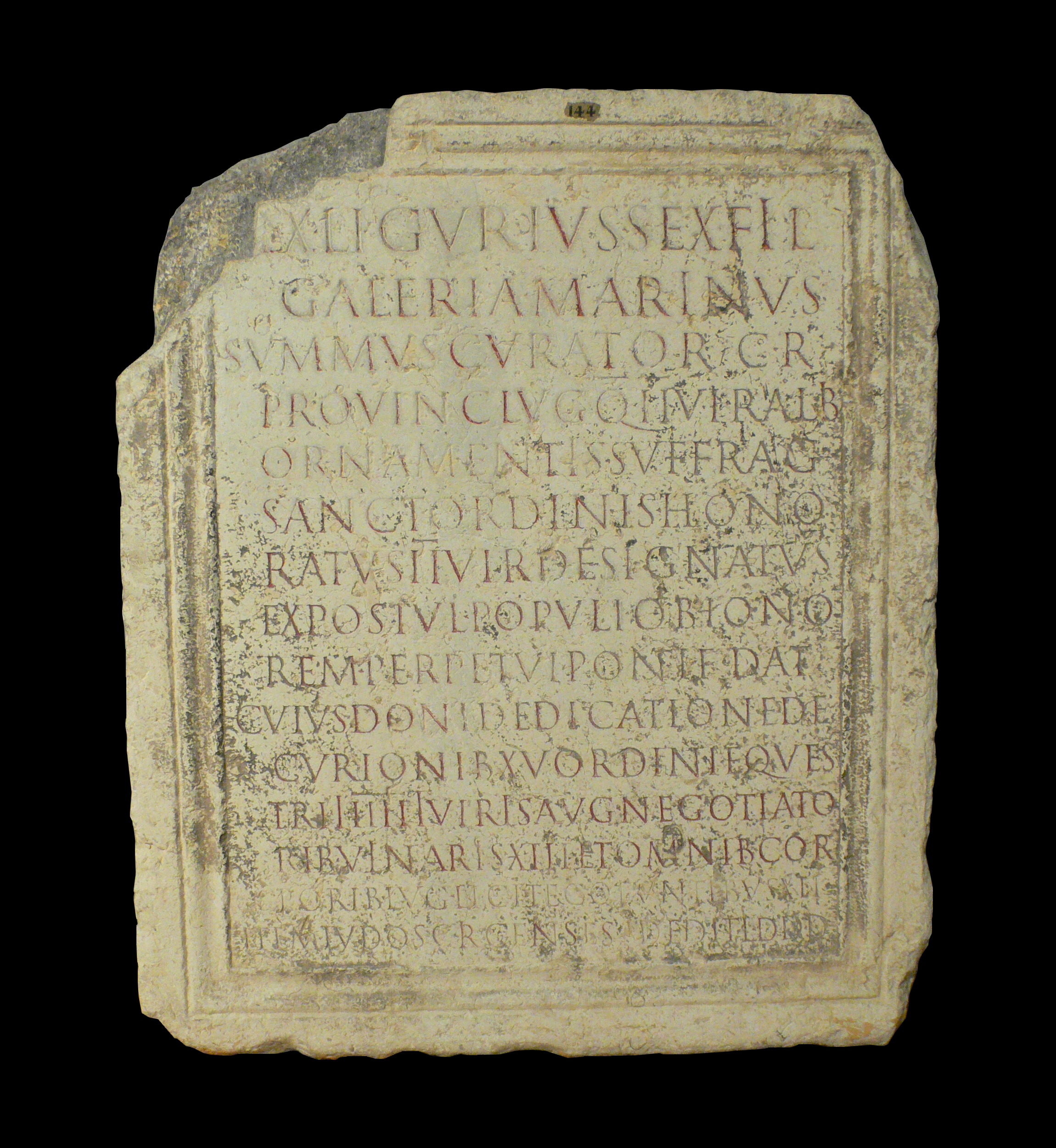
Inscription de Sextus Ligurius Marinus,, Musée Lugdunum.

Dans les années 1970, l'ensemble de la collection est transférée au musée gallo-romain de Fourvière.

## Galerie
Cette galerie présente une sélection épigraphique du musée Lugdunum, qui possède l'essentiel du corpus épigraphique lyonnais.

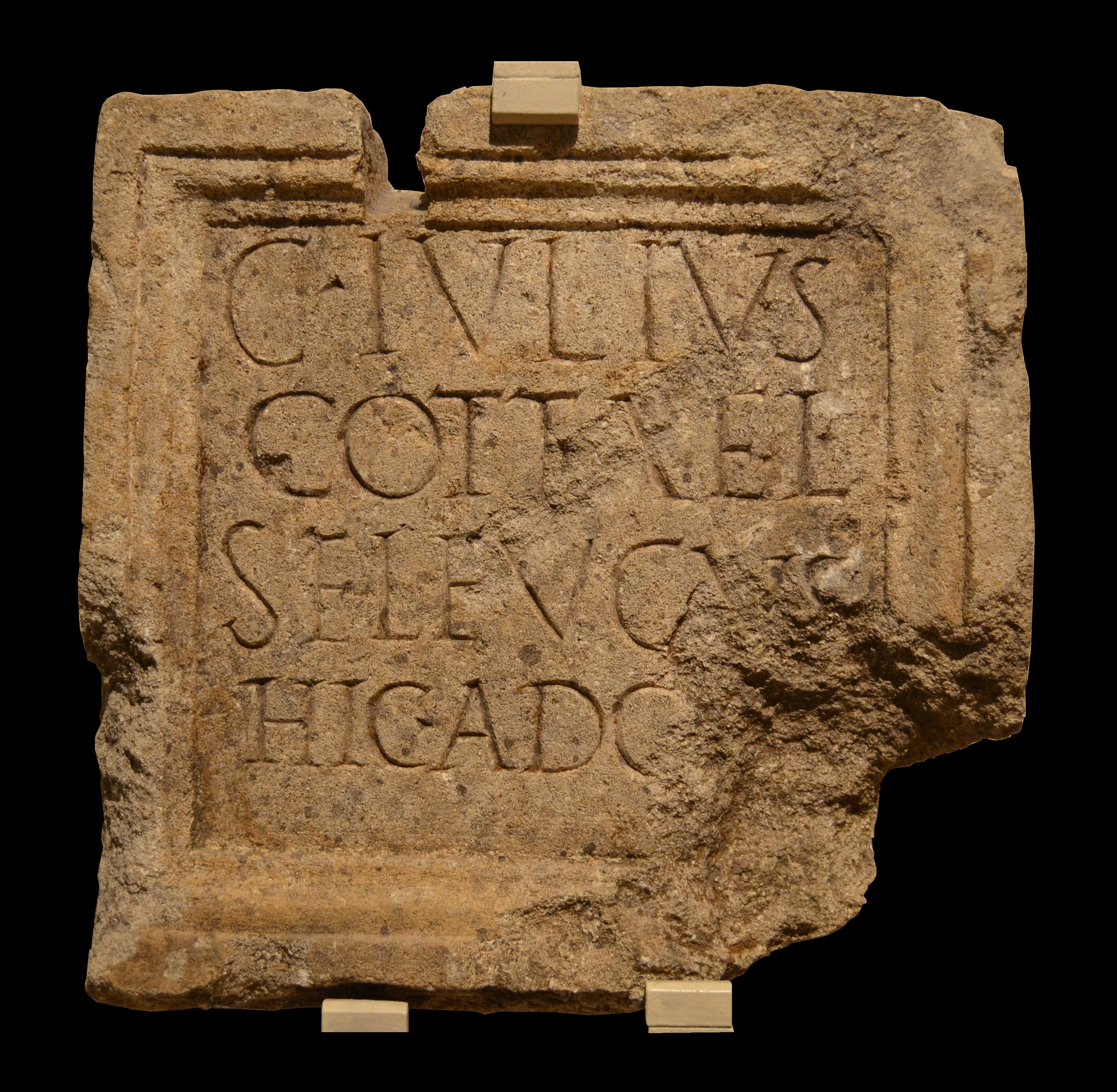
Épitaphe de Caius Julius Seleucus[É 23]. Musée Lugdunum.
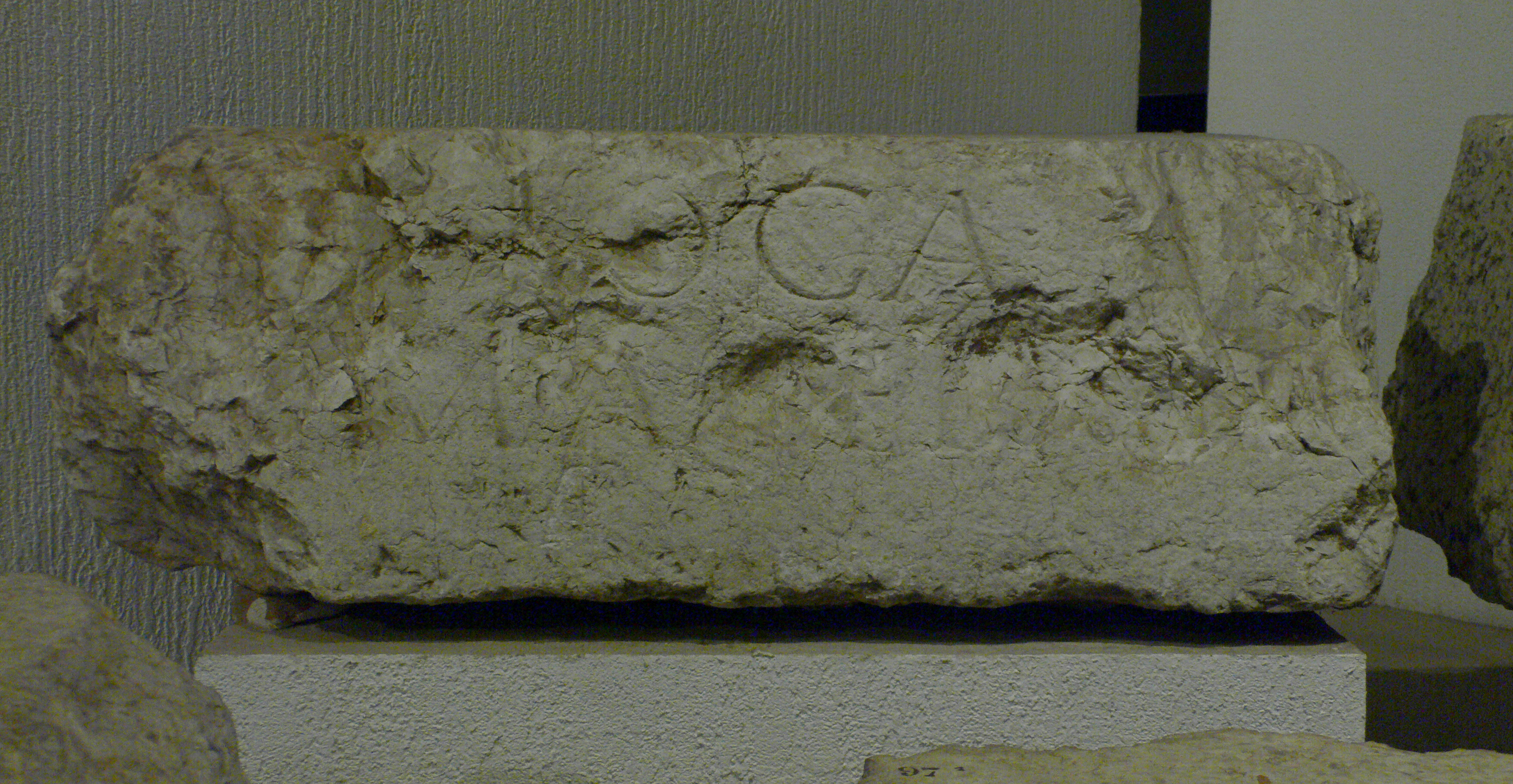
Base de gradins de l'amphithéâtre réservés à un peuple gaulois[É 24]. Musée Lugdunum.
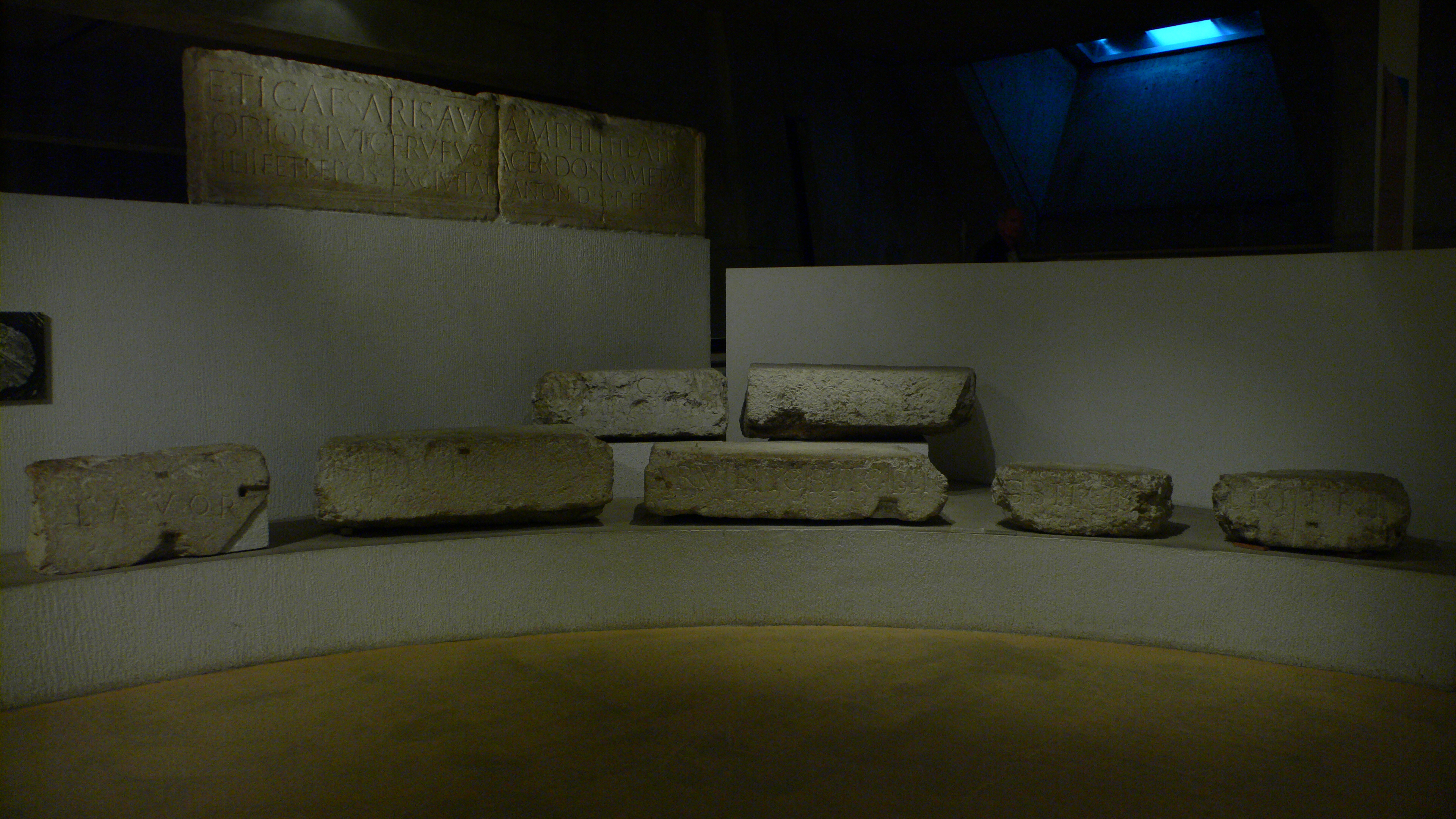
Présentation des blocs des gradins et de la dédicace de l'amphithéâtre des Trois Gaules, Musée Lugdunum.
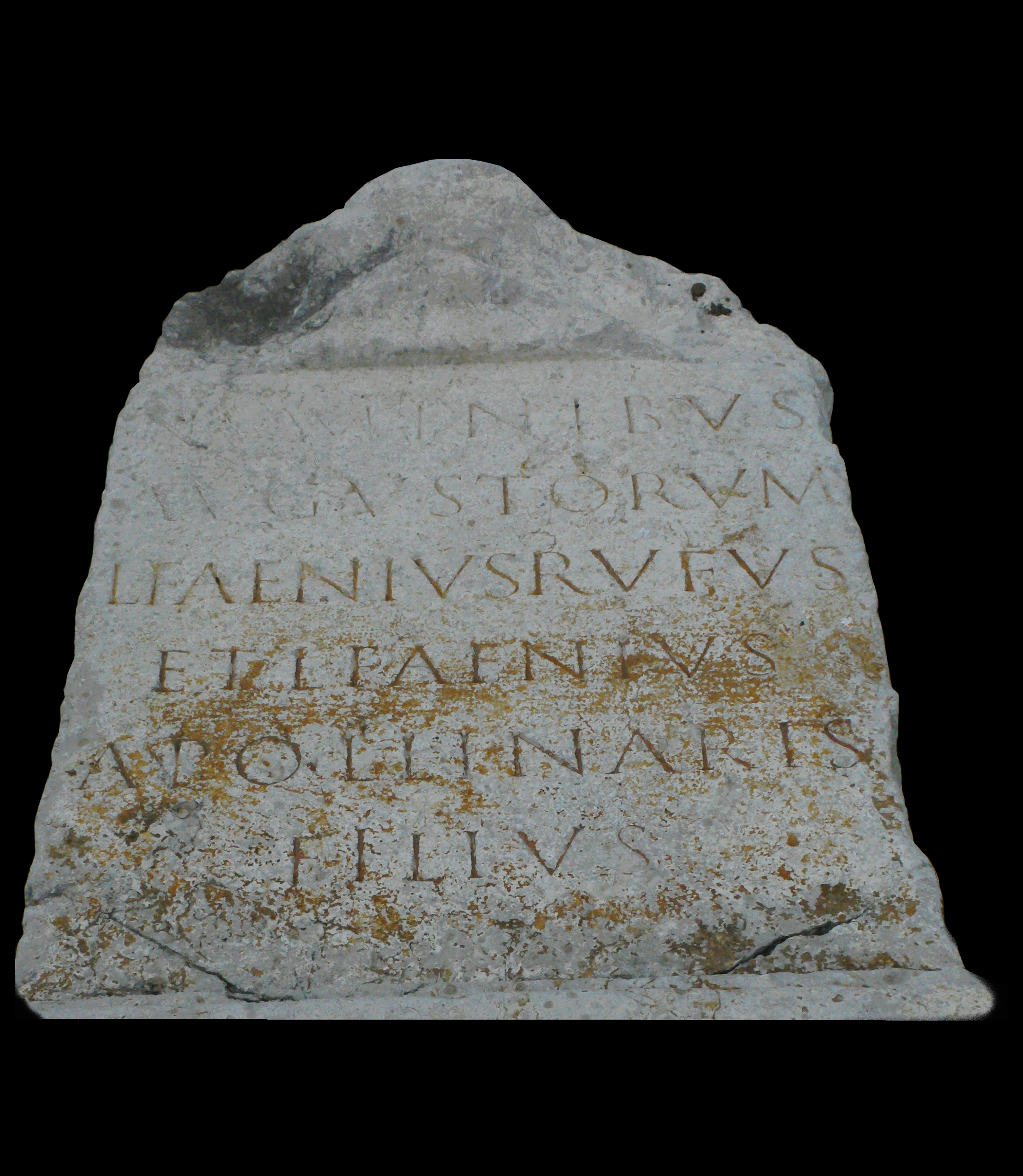
Piedestal[N 26] de Lucius Faenius Rufus et son fils lucius Faenius Apollinaris[É 25], CIL XIII, 1776, Musée Lugdunum.
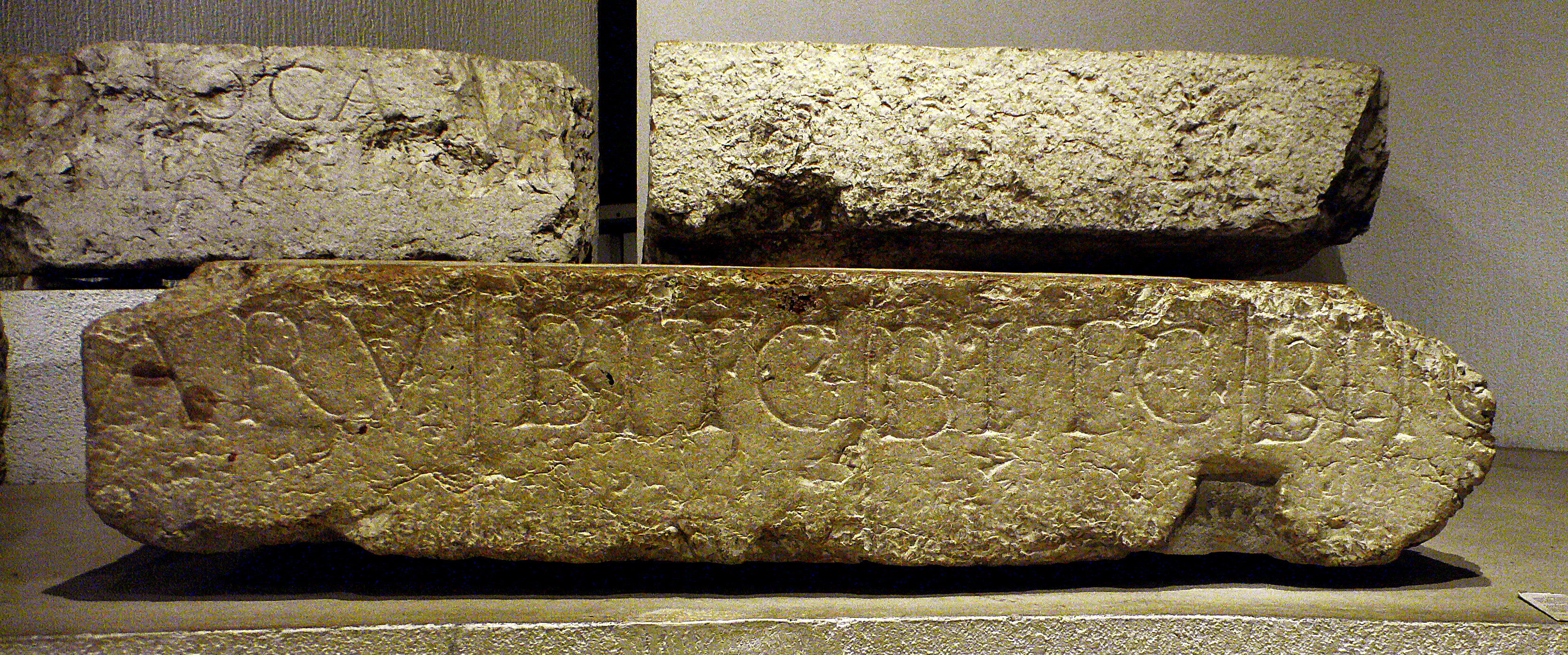
Bloc en plusieurs morceaux indiquant les places réservées[N 27] pour les Arvernes et les Bituriges Cubes dans l'amphithéatre des Trois-Gaules[É 26]. CIL XIII, 1667a. Musée Lugdunum.

### Recueils d'inscriptions

#### Recueils de l'époque moderne
- Symphorien Champier, De Quadruplici Vita, Lugduni, 1507 (BNF 30218966)

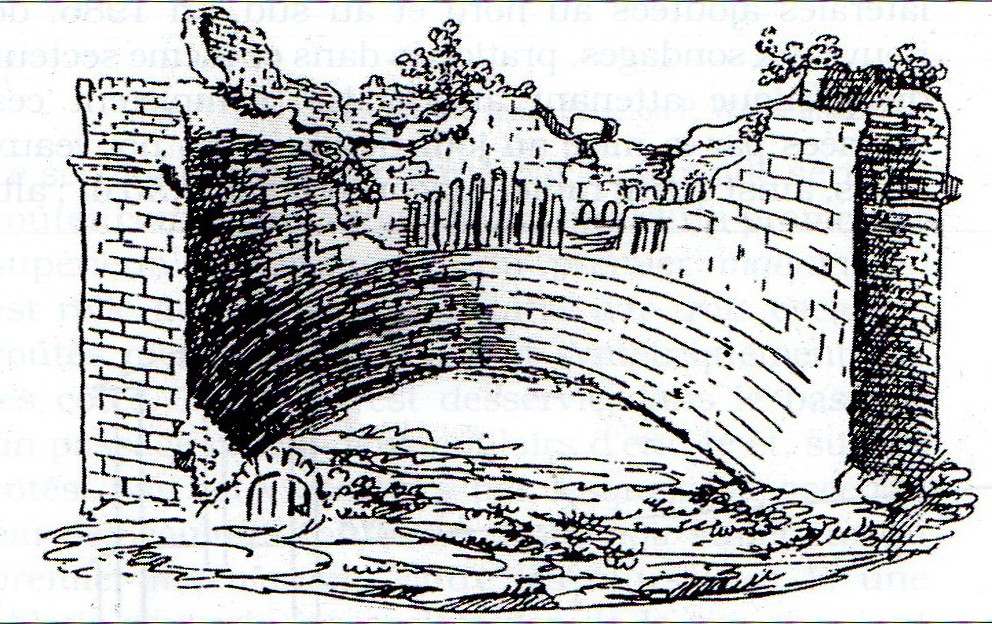
Odéon antique de Lyon dessiné par Simeoni

- Pierre Sala, Antiquités de Lyon, début xvie s., Manuscrit conservé à la B.N.F. (lire en ligne), f° 40-45Ce document dispose d'une édition critique dans Ph. Fabia, Pierre Sala, sa vie et son œuvre, avec la légende et l'histoire de l'Antiquaille, Lyon, 1934, p. 153-156.
- Claude Bellièvre, Lugdunum priscum et alia nonnulla antiqua, entre 1525 et 1557, Manuscrit conservé à la Faculté de médecine de MontpellierCe document dispose d'une édition par Monfalcon : Claude Bellièvre, Lugdunum priscum, par le président Claude Bellièvre , Lyon : impr. de Dumoulin et Ronet, 1846, Collection des bibliophiles lyonnais.
- Gabriel Simeoni, L'origine e le antichità de Lione, 1559, Manuscrit conservé à la Bibliothèque de TurinCe document dispose d'une édition par Monfalcon : Mélanges sur l'histoire ancienne de Lyon , Lyon : impr. de Bajat, 1846, Collection des bibliophiles lyonnais.
- Guillaume Paradin, « Inscriptions antiques, tumules et épitaphes qui se trouvent en divers endroits de la ville de Lyon », dans Mémoires de l'histoire de Lyon, Lyon, Gryphe, 1573 (BNF 34000180)Ce document est réédité en fac-similé en 1985 aux éditions Dioscor. (BNF 34979429).
- Jacob Spon, Recherche des antiquités et curiosités de la ville de Lyon,...avec un Mémoire des Principaux Antiquaires et curieux de l'Europe, Lyon, Jacques Faeton, 1673 (lire en ligne)

#### Recueils duXIXesiècle

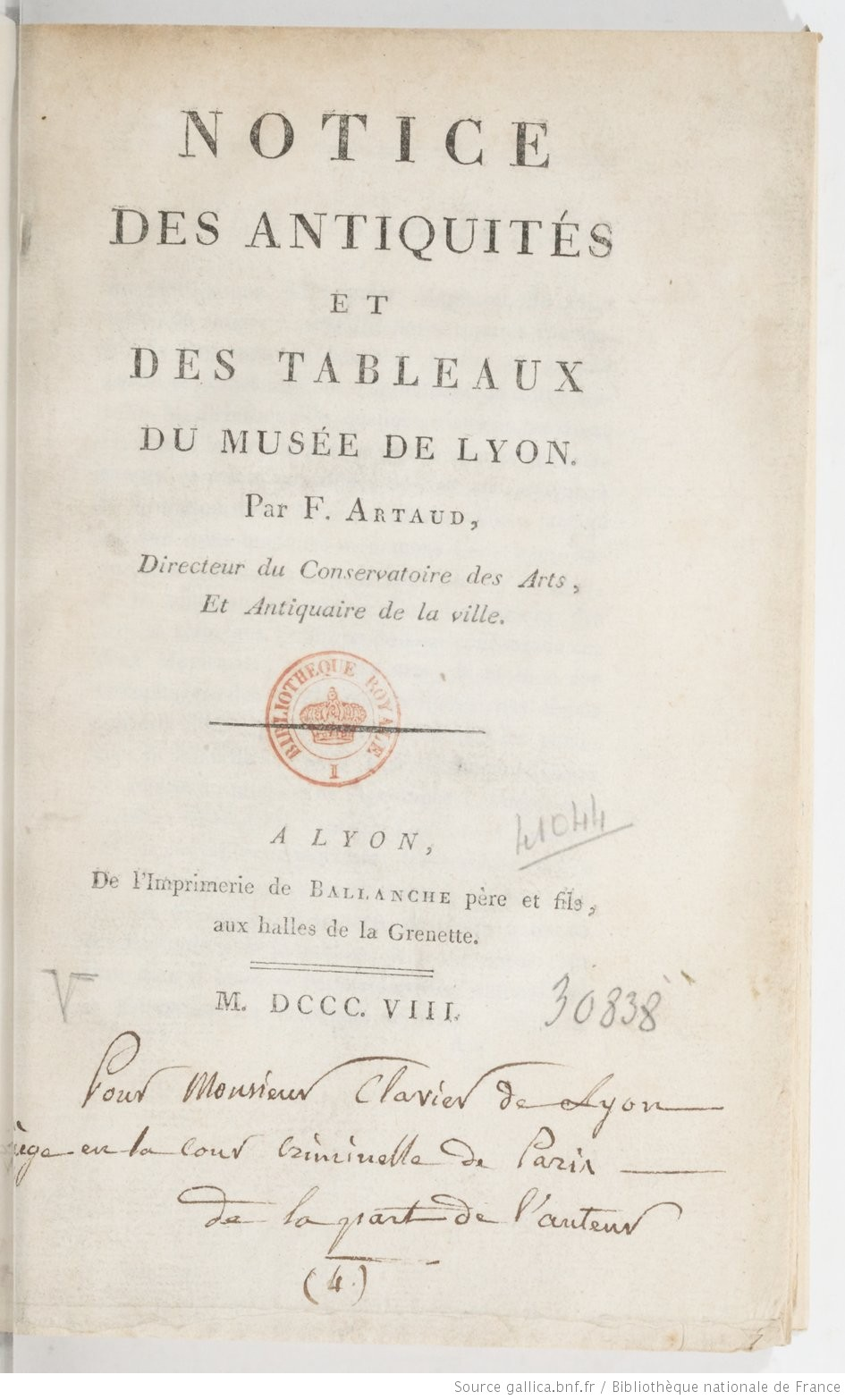
Couverture de la Notice du musée de Lyon d'Artaud, 1808.

- Aubin-Louis Millin, Voyage dans les départements du Midi de la France, t. 1, Paris, imprimerie impériale, 1807, pour Lyon, ch. XXVIII-XXXV, p. 415-539 (lire en ligne)
- François Artaud, Notice des antiquités et des tableaux du Musée de Lyon, Lyon, impr. de Ballanche père et fils, 1808, 2e éd. 1816 (BNF 30031946, lire en ligne)
- Alphonse de Boissieu, Inscriptions antiques de Lyon reproduites d'après les monuments ou recueillies dans les auteurs, Lyon, Louis Perrin, 1846-1854 (lire en ligne)
- Theodor Mommsen, Annali dell'Istituto di Corrispondenza Archeologica, t. 25, 1853, p. 50-83
- Ambroise Comarmond, Description du Musée lapidaire de Lyon, Lyon, impr. de Ballanche père et fils, 1855-1857 (BNF 36522025), p. XV-851 p. et 28 pl.
- Auguste Allmer et Paul Dissard, Trion. Antiquités découvertes en 1885, 1886 et antérieurement au quartier de Lyon dit de Trion, Lyon, Association typographique, coll. « Mémoires de l'Académie des sciences, belles-lettres et arts de Lyon. Classe des lettres. » (no XXV), 1887-1888, 2 vol. (BNF 30012308)
- Auguste Allmer et Paul Dissard, Musée de Lyon. Inscriptions antiques, Lyon, Musée de Lyon / imp. de L. Delaroche, 1888-1893, 5 vol. (BNF 34096839, lire en ligne)
- Otto Hirschfeld, Inscriptiones Trium Galliarum et Germaniarum latinae : partis primae, faciculus prior : Inscriptiones Aquitaniae et Lugudunensis, Berlin, coll. « Corpus inscriptionum latinarum » (no XIII), 1899
L'ordre du classement est le même que celui du Corpus inscriptionum graecarum, géographique et ensuite thématique. L'organisation thématique n'est pas indiqué explicitement et est le suivant : inscriptions religieuses, relatives aux empereurs (dont les congés militaires), inscriptions honorifiques, inscriptions funéraires, etc. Au sein des classes, le classement est alphabétique, sauf pour les inscriptions chrétiennes qui sont classées chronologiquement.

#### Recueils desXXeetXXIesiècles
- Wuilleumier, Inscriptions latines des Trois Gaules, Paris, Centre national de la recherche scientifique, 1963, 260 p., (17e supplément à "Gallia". - Corrige et complète le t. 13 du "Corpus inscriptionum latinarum") (BNF 36263543)
- Le Glay et Amable Audin, Notes d'épigraphie et d'archéologie lyonnaise, Lyon, 1976
- Descombes et Reynaud, « Épitaphes chrétiennes récemment découvertes à Lyon », Rivista di archeologia cristiana, no 54,‎ 1978, p. 265-302
- François Bérard et Yann Le Bohec, Inscriptions latines  de Gaule Lyonnaise, actes de la Table-ronde de novembre 1990, Université de Lyon III : diff. De Boccard, coll. « Centre d'études romaines et gallo-romaines » (no 10), 1992